# Église Saint-Éloi de Monchy-Saint-Éloi
L'église Saint-Éloi est une église catholique paroissiale située à Monchy-Saint-Éloi, en France. Elle conserve son clocher et son chœur romans du second quart du XIIe siècle. L'intérieur a perdu presque toute son authenticité lors d'une lourde restauration à la fin du XIXe siècle, qui explique que l'édifice n'est pas classé ou inscrit au titre des monuments historiques. Il est néanmoins intéressant pour son parti architectural, avec une voûte d'ogives archaïque pour la base du clocher, une voûte en berceau pour le chœur, et un chevet éclairé par un triplet ; ainsi en tant que témoin de l'évolution de l'édifice. En effet, il y reste les traces des ouvertures anciennes, bouchées en partie au dernier quart du XIIe siècle, quand une nef et un chœur plus spacieux sont ajoutés au nord de l'édifice roman, dans le style gothique primitif. L'église Saint-Éloi devient ainsi un édifice à double vaisseau. Le chœur est partiellement reconstruit en 1667, et est également concerné par la restauration de la fin du XIXe siècle. Il conserve un retable de pierre assez remarquable de la Renaissance, malheureusement privé de sa polychromie d'origine. Quelques éléments du mobilier sont classés. Monchy-Saint-Éloi n'est plus aujourd'hui une paroisse indépendante, et affilié à la paroisse du Creillois Nord, avec siège à Nogent-sur-Oise. Des messes dominicales anticipées sont célébrées en l'église Saint-Éloi le deuxième samedi du mois à 18 h 30.

## Localisation
L'église Saint-Éloi est située en France, en région Hauts-de-France et dans le département de l'Oise, dans l'agglomération de Creil et la vallée de la Brêche, sur la commune de Monchy-Saint-Éloi, au centre du village, rue de la République. L'église est située un peu en retrait par rapport à la rue. On y accède par le petit parvis devant la façade occidentale, qui dessert également le cimetière de la commune. Toute l'élévation méridionale de l'église est enclavée dans des propriétés privées, dont l'ancien presbytère, et seulement ses parties hautes sont visibles depuis le domaine public. En revanche, l'élévation septentrionale et le chevet, qui donnent sur le cimetière, sont entièrement dégagés, et bien mis en valeur. Le chevet est également visible depuis la rue de la Solitaire, qui se débranche de la rue de la République à proximité de l'église.

## Histoire

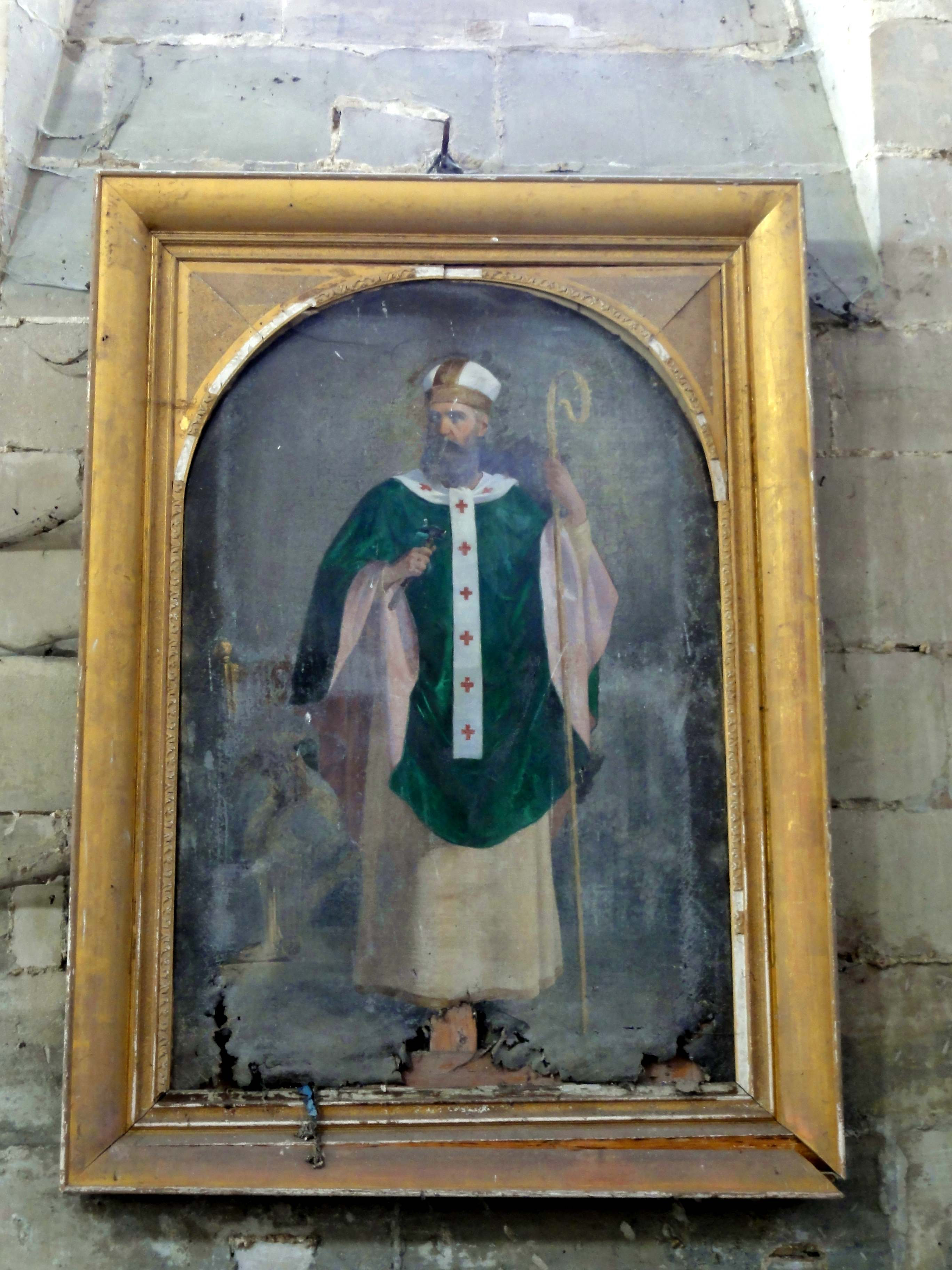
Tableau - saint Éloi.

L'église est dédiée à saint Éloi (vers 588 - 1er décembre 659), évêque de Noyon. Selon un épisode relaté par Pierre Louvet, historien du Beauvaisis (1569-1646), et qui se serait produit en 660, il existe un rapport réel entre la localité et son saint patron : « Saint Eloy, du temps qu'il vivoit, avoit coustume d'aller en la ville royale de Compiègne, et de venir prendre son giste au-deça de la rivière Oise chez un nommé Vualdolenus. Or cet homme après la mort de saint Eloy eut osté le lict et la couche où saint Eloy avoit accoustumé de coucher, et l'ayant mis en autre lieu, se fut couché en icelle, il fut surpris d'une grande fièvre durant la minuict, et par révélation sa femme et luy ayans ésté advertis qu'ils eussent à leur retirer de là et à restablir la couche en sa place : le mary voyant que la fièvre le quitta et receut guérison. Ce qu'estant divulgué, plusieurs commencèrent d'y venir faire leurs vœux et offrandes, et où plusieurs miracles furent faits. Ce qui donna occasion à cet hoste de quitter sa maison et de la donner à saint Eloy. Ce qui ne fut pas si tot fait qu'elle fut démolie, et en sa place construite une église par la permission de Clément, évêque de Beauvais, en laquelle furent mis le lict et couche de saint Eloy, où plusieurs miracles ont esté faits : entr'autres l'un vers Clotaire et Théodoric, Roys de France, dont Clotaire fut guéri des fièvres, l'autre est d'une lampe qui fut remplie d'huille du Ciel, par l'onction de laquelle les malades et les affligez devenoient guéris. À cause de quoy le village est appelé Moncy-Saint-Éloi ». La cure est à la nomination de l'évêque de Beauvais, et le village passe pour être l'un des plus anciens lieux du diocèse de Beauvais. Jusqu'à la fin de l'Ancien Régime, Monchy-Saint-Éloi est compris dans le doyenné et l'archidiaconé de Clermont.
Rien n'est connu de l'église primitive, et de celle ou celles qui lui succédèrent. L'église actuelle date pour l'essentiel du XIIe siècle, et ne comporte aucun élément visible en élévation antérieur à cette époque. Une datation relativement précise est proposée par Eugène Müller. Selon lui, le vaisseau du midi, soit le bas-côté sud, le clocher et l'ancien chœur affichent déjà beaucoup de caractéristiques du style de la transition, c'est-à-dire, du style roman tardif. Ce sont la modénature torique, « mélange sur les chapiteaux de réminiscences de l'art antique, d'une flore semi-conventionnelle et de scènes empruntées à l'histoire sainte (Flagellation du Christ)…, la rencontre assidue du cintre et de l'arc brisé », ainsi que la corniche à l'extérieur. Le vaisseau du nord, y compris toute la façade, avec la nef et le chœur actuel, aurait été accolé à l'église romane une cinquantaine d'années après son achèvement, vers la fin du XIIe siècle. Ici, l'auteur se base surtout sur le style de la corniche de feuilles entablées, « de folioles trilobées », qui est présente tant sur la nef que sur le chœur. Enfin, l'abbé Müller démontre que la forme actuelle de l'abside, qui est à pans coupés, mais en hémicycle au niveau de la corniche, n'est probablement pas imputable à la restauration effectuée en 1667, contrairement à ce qu'affirme Louis Graves. Il cite en exemple l'église du prieuré de Bray et l'église de Luzarches. Un autre auteur, Jean Vergnet-Ruiz, suggère ultérieurement une date nettement plus tardive pour les parties romanes, à savoir les alentours de 1170. Mais cet auteur étudie uniquement la corniche, et ne tient pas compte de l'ensemble des éléments. Il ne prétend pas non plus que la datation de l'édifice puisse uniquement reposer sur l'analyse de la corniche, et il convient donc de traiter cette date avec la plus grande réserve. Reste à signaler une partie de l'église qui n'est abordée par aucun auteur, en l'occurrence l'étage de beffroi du clocher, qui est du même style que les parties de la fin du XIIe siècle.

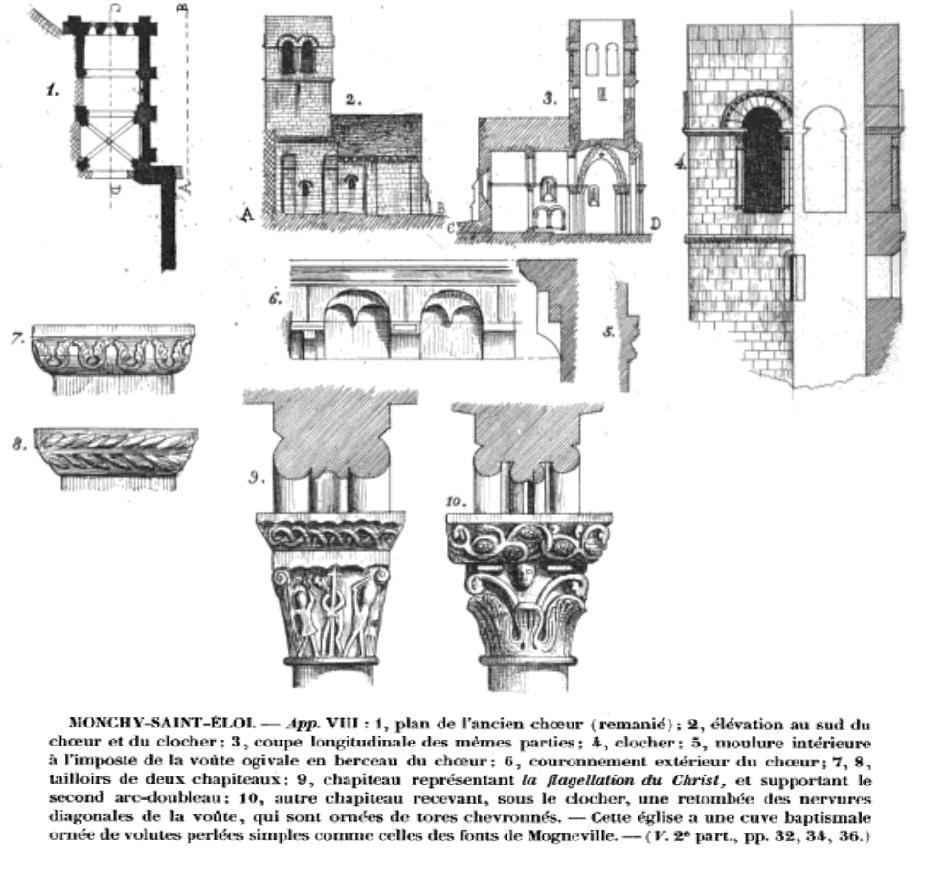
Relevés par Eugène Woillez, années 1840.

Les époques assignées aux différentes parties de l'église ne signifient pas que tous les éléments visibles en élévation sont authentiques. Certains détails de la modénature et de la sculpture ne correspondent même plus au parti d'origine. En 1891 déjà, Eugène Müller note que l'église « fournit à notre curiosité, nonobstant les méfaits d'un grattage impitoyable, quelques détails intéressants ». L'église a donc déjà été restaurée avant cette date, mais l'abbé observe encore la voûte d'ogives d'origine de la base du clocher : « …chevrons multipliants leurs zigzags sur la courbure des tores par un procédé étrange qui produit des jeux de lumière puissants ». Il fait référence aux bâtons brisés qui ornent les ogives de la voûte, comme dans la dernière travée de la nef d'Acy-en-Multien. On peut les deviner sur la coupe longitudinale dessinée par Eugène Woillez. Il pourrait cependant aussi s'agir de deux rangs de triangles excavés, comme dans la première travée du chœur de Béthisy-Saint-Martin. Rien n'en subsiste, ou laisse deviner leur présence ancienne. En effet, comme le note Dominique Vermand en 1995, « cette église a été cruellement restaurée au siècle dernier, et d'après les dessins publiés par Woillez, les ogives de la voûte étaient décorées de bâtons brisées alors que le profil est constitué aujourd'hui par un large bandeau aux arêtes adoucies par un tore, comme à Nointel. Si la voûte de Nointel, très remaniée, paraît néanmoins bonne, il n'en est donc pas de même de celle de Monchy-Saint-Éloi, qui a dû être complètement reconstruite ». Le dossier de protection d'un chapiteau historié à l'entrée du chœur, au nord, dit aussi « Seul le chapiteau historié est un original du XIIe siècle », les autres sont des copies modernes et n'appartiennent pas à l'arrêté de classement. Les chapiteaux originaux ont été détruits. Les copies modernes s'en inspirent sans doute. Un autre remaniement n'est pas explicitement mentionné par les auteurs, mais il résulte de la confrontation de quelques remarques de Louis Graves avec l'état actuel que la toiture du bas-côté devait masquer le mur méridional de la nef. En effet, Graves décrit la nef comme sombre, et ne signale pas la corniche au sud de la nef. Comme l'indiquent aussi le demi-pignon du bas-côté en façade, qui a été légèrement exhaussé mais est homogène avec cette dernière, et les grandes arcades bouchées dans lesquelles sont prises les fenêtres au sud de la nef, l'élévation méridionale de la nef se composait primitivement uniquement de grandes arcades, comme à Bailleval, et le bas-côté était muni d'un toit en appentis prenant appui contre la nef.

## Description

### Aperçu général

Plan de l'église.

Orientée à peu près régulièrement, avec une légère déviation de l'axe vers le sud-est du côté du chevet, l'église répond à un plan dissymétrique à deux vaisseau. Le vaisseau principal est celui du nord. Il se compose d'une nef lambrissée de quatre travées, et d'un chœur assez bas constituée d'une travée carrée et d'une abside à cinq pans. Le chœur est voûté d'ogives. Le collatéral, au sud, se compose du bas-côté de la nef, qui est simplement plafonné ; de la base du clocher au sud de la travée carrée du chœur, qui est voûtée d'ogives ; et de la chapelle de la Vierge, voûtée en berceau et terminée par un chevet plat. Celle-ci correspond au chœur primitif. L'on accède à l'église par le portail occidental de la nef, ou par la petite porte dans le mur occidental du bas-côté. Les deux vaisseaux sont couverts indépendamment, avec des toitures à deux rampants pour la nef, le chœur et la chapelle de la Vierge. Celle-ci et la nef possèdent des pignons, tandis que le chœur est terminé par un toit arrondi. Le bas-côté est muni d'un toit plat.

### Intérieur

#### Nef et bas-côté

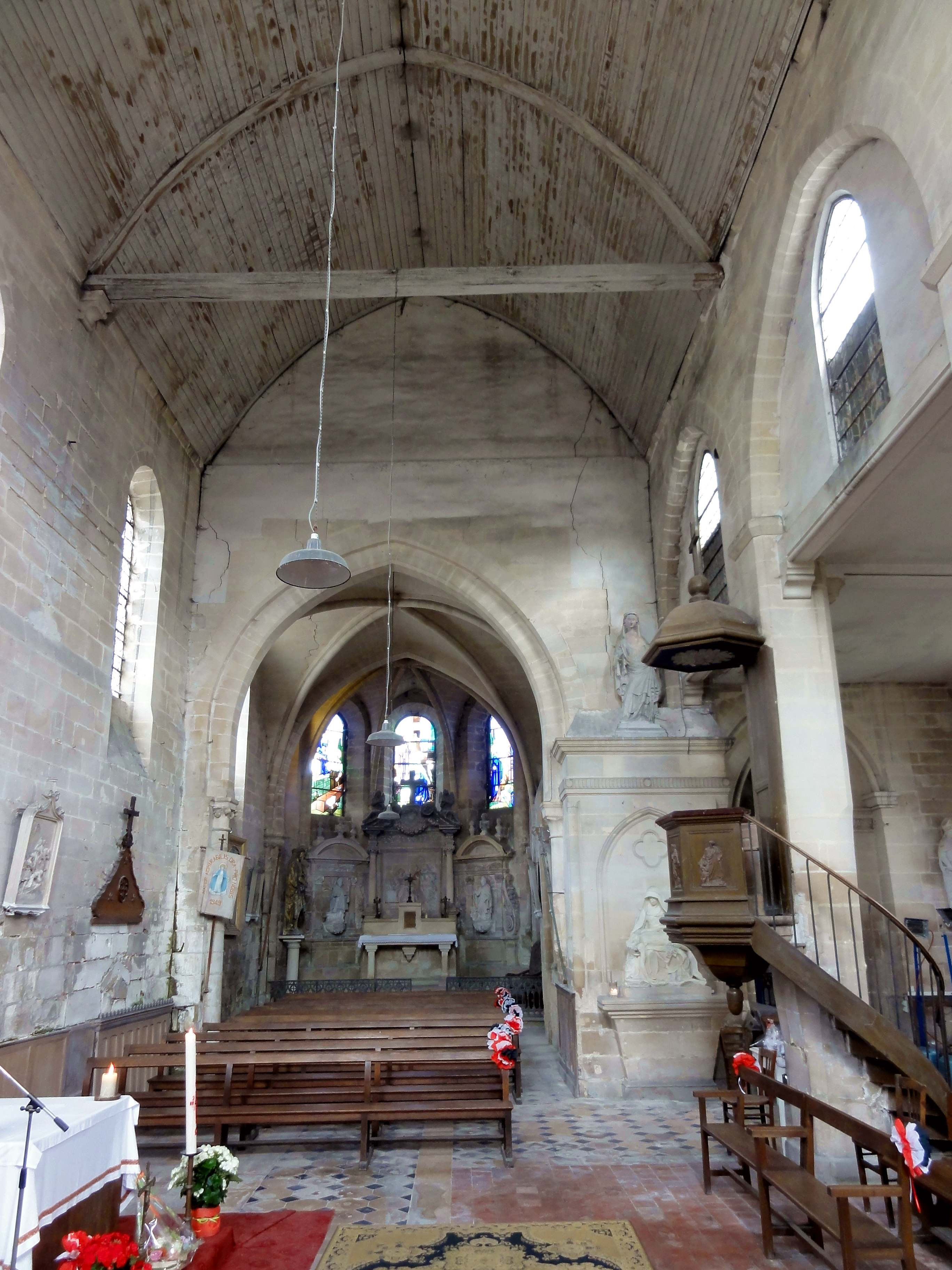
Nef, vue vers l'est.

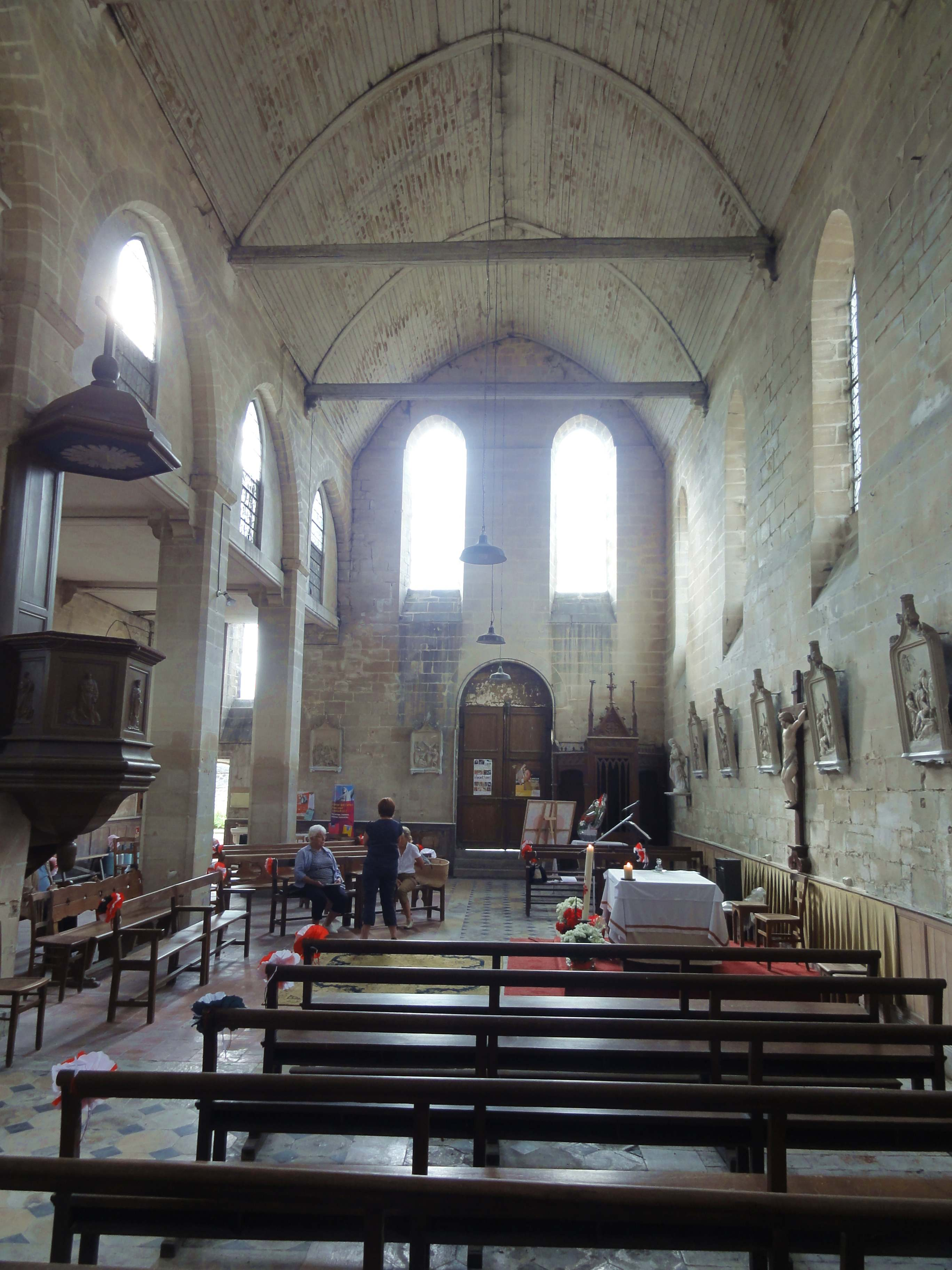
Nef, vue vers l'ouest.

La nef est munie d'un plafond lambrissé en forme de berceau brisé, avec trois entraits sans poinçons. Elle est de proportions élancées, avec une hauteur des murs gouttereaux équivalente à une fois et demi la largeur, et une hauteur sous le sommet du plafond équivalente à presque deux fois la largeur. Si cette nef avait été voûtée d'ogives, les voûtes auraient dû être prises entre les murs gouttereaux, et la hauteur des piliers n'aurait pas dépassé la largeur du vaisseau, ce qui illustre tout l'intérêt des charpentes sans combles. Elles permettent de mettre à profit de l'espace intérieur la majeure partie du volume comprise entre les rampants de la toiture, et d'obtenir une nef élevée à moindres frais. Ce type de plafond ne renvoie pas à une époque spécifique, mais a cours pendant toute la période gothique. À la période classique, se répand l'usage de couvrir les lambris de plâtre pour suggérer une voûte, comme à Béthancourt-en-Valois, Béthisy-Saint-Martin, Boran-sur-Oise, Cauffry, Nogent-sur-Oise, Rully, Saint-Vaast-de-Longmont etc. ; et au XIXe siècle, se développe une prédilection pour les fausses voûtes d'ogives, comme on peut en voire à Ansacq, Balagny-sur-Thérain, Beaumont-sur-Oise, Clermont, Fitz-James, Néry, La Neuville-en-Hez, Nointel, Venette, etc. D'autres exemples de berceaux lambrissés existent encore à Bailleval, Catenoy, Heilles, Hodenc-en-Bray, Mogneville, Roberval, Saint-Martin-des-Champs (Paris). Ils ne sont pas nombreux dans la région. Malgré sa simplicité, ce type de plafond est donc appréciable pour son authenticité et son absence de prétention.
L'éclairage par la lumière naturelle est suffisant, depuis que la partie supérieure des grandes arcades du sud a été supprimée et remplacée par des murs ajourés de fenêtres. À l'ouest, le jour entre par deux fenêtres hautes en arc légèrement brisé, sans remplage, qui s'ouvrent au-dessus d'un long glacis, mais ne sont que faiblement ébrasées. Elles empiètent sur le mur du pignon, ce qui n'aurait pas été possible au cas d'un voûtement d'ogives. Le portail occidental, dont l'on note l'arc de décharge en plein cintre, est axé sous le trumeau entre les deux baies. Au nord, les quatre fenêtres sont analogues, mais alignées à un niveau plus bas. Au sud, les quatre grandes arcades en tiers-point sont presque aussi élevées que le mur : seulement deux assises séparent leurs claveaux, simplement chanfreinés, de la tablette biseautée qui forme corniche. Les piliers rectangulaires sont très minces. L'on ne trouve ni mouluration, ni colonnettes à chapiteaux. Il y a seulement des impostes au profil d'une plate-bande et d'un biseau. Cette austérité est propre aux arcades gothiques ouvertes après coup dans un mur préexistant, ou issues de la reprise en sous-œuvre d'un mur lors de l'adjonction après coup d'un bas-côté. En l'occurrence, le bas-côté est tout au contraire antérieur à la nef, et donc aux grandes arcades. Étant donné l'envergure des restaurations à la fin du XIXe siècle, et la profonde modification que le versant sud a dû connaître, leur authenticité n'est pas assurée. Mais plusieurs églises des environs possèdent des nefs similaires avec des grandes arcades tout aussi élevées, à savoir Bailleval, Catenoy et Nointel. D'autres exemples d'arcades aussi austères existent à de Béthancourt-en-Valois, Béthisy-Saint-Martin, Duvy, Ormoy-Villers, Rocquemont, Saintines, Saint-Maximin et Viarmes.
L'arc triomphal faisant communiquer la nef avec le chœur est désaxé vers la gauche (vers le nord). C'est aussi le cas de l'ensemble du chœur. Pourtant, il n'y a pas d'intervalle entre le chœur gothique et le sanctuaire roman. Les grandes arcades de la nef ne se situent donc pas à l'emplacement de l'ancien mur gouttereau nord de la nef romane, mais plus au sud, et la nef romane était plus large que l'actuel bas-côté. Muni d'un plafond plat et dépourvu de grandes arcades dans le sens propre du terme, le bas-côté manque complètement de caractère, et est sans intérêt. Une étroite arcade néo-gothique assure la communication avec la base du clocher. Les fenêtres latérales, qui reprennent à échelle réduite les dispositions de leurs homologues de la nef, ne sont plus celles d'origine. Rien ne présage donc du passé du bas-côté en tant qu'ancienne nef romane. La région connaît d'autres exemples d'églises partiellement romanes, où l'actuel vaisseau central a été bâti à côté de l'ancien, qui fut maintenu : Allonne, Bailleval, Courcelles-sur-Viosne, Limay (dans un premier temps, démoli au XVIIe siècle), Villers-Saint-Frambourg, etc. À Bailleval et Villers-Saint-Frambourg, l'ancienne nef fut remplacé par un bas-côté conçu comme tel. À Allonne et Courcelles, l'ancienne nef subsiste encore en l'état.

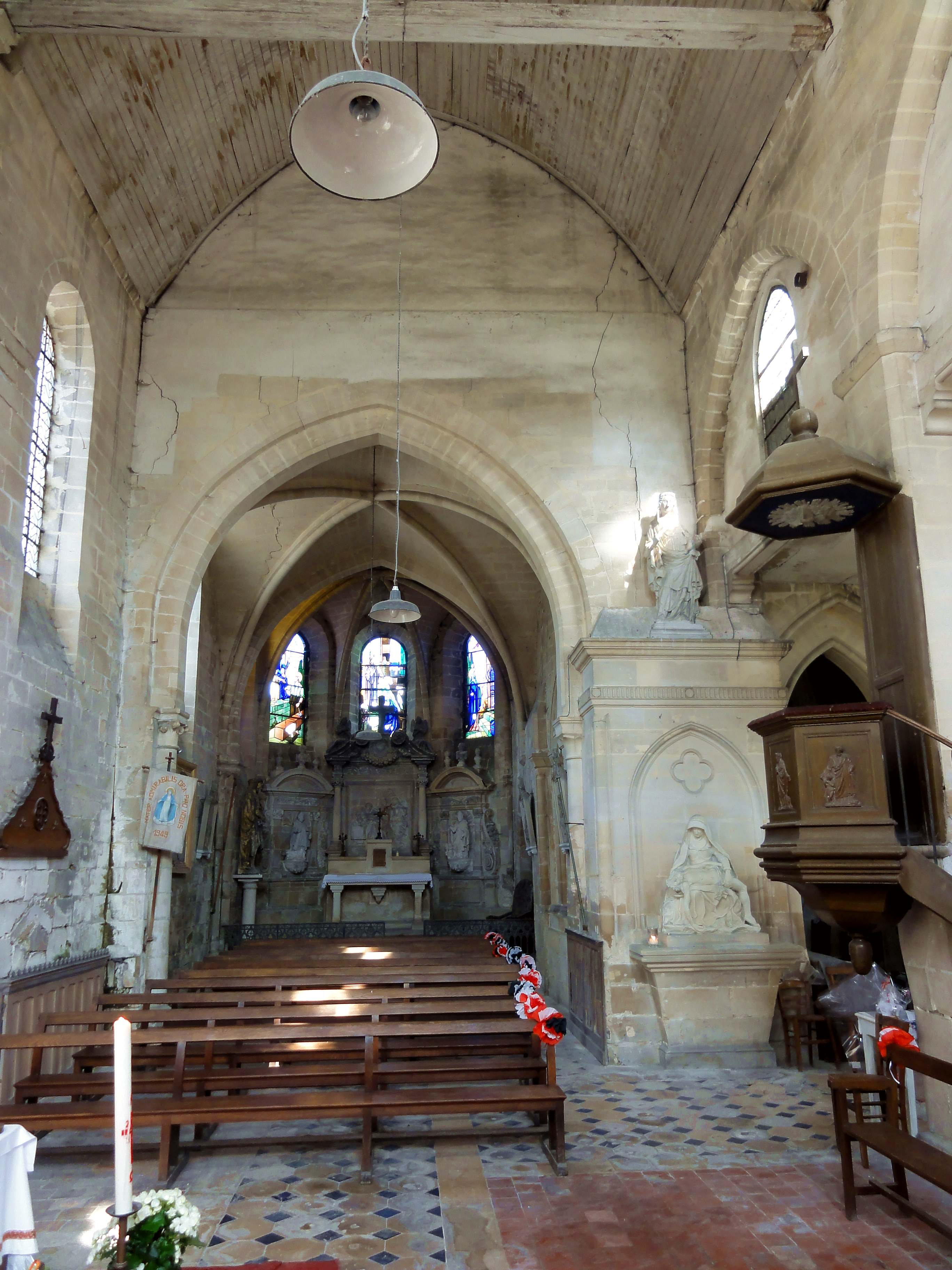
Nef, vue vers l'est.
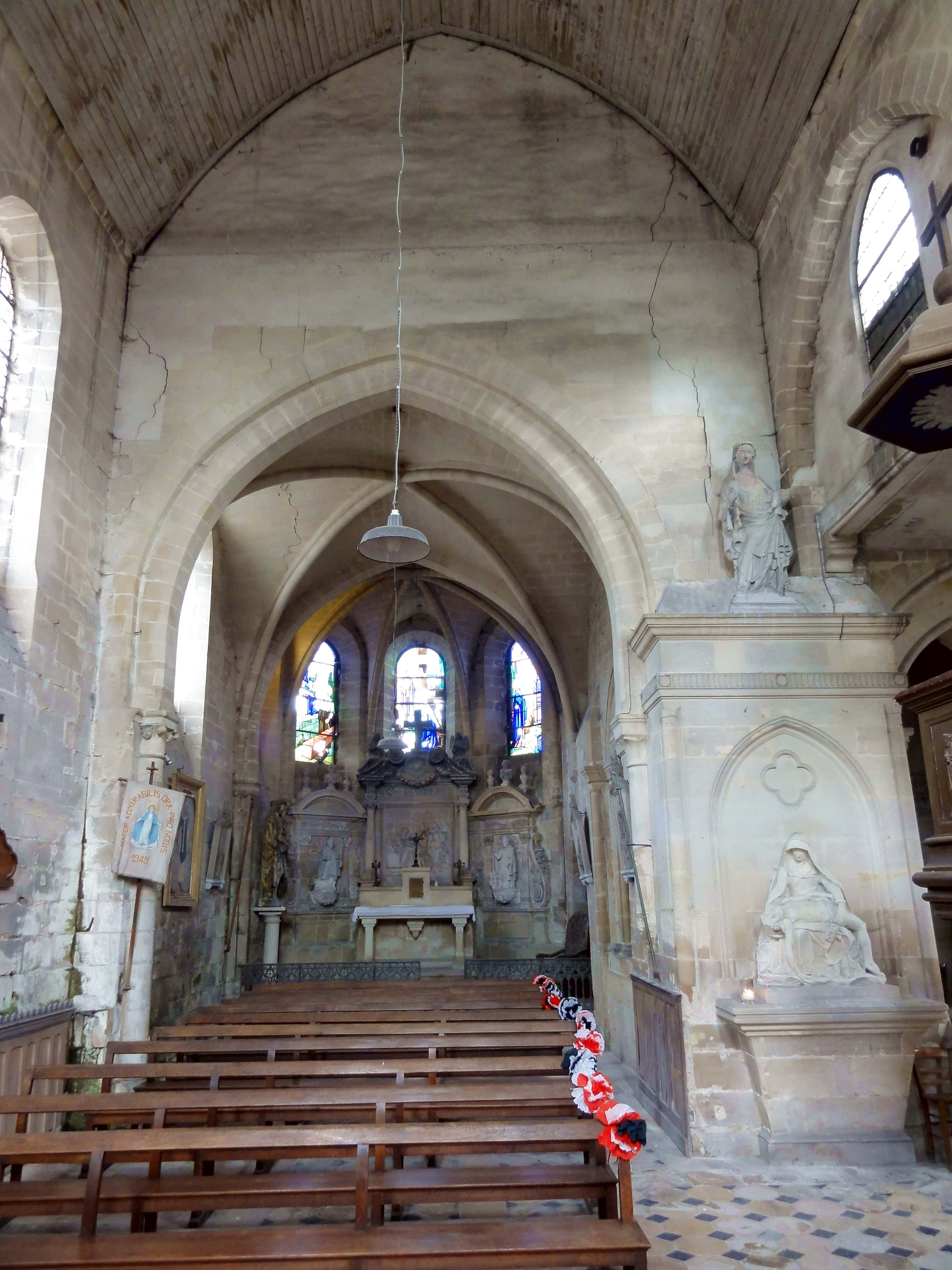
Nef, vue vers l'est.
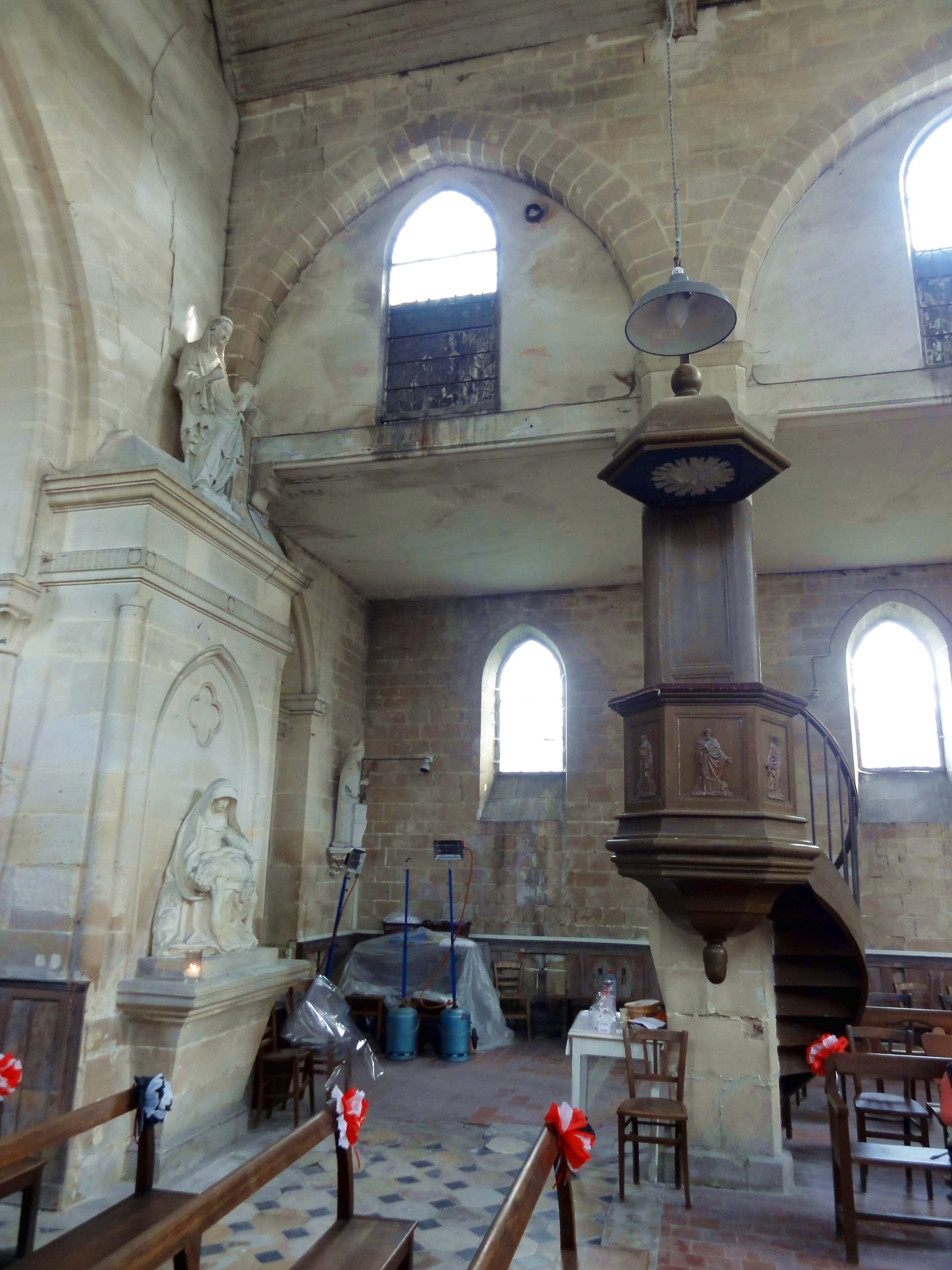
4e travée, élévation sud.
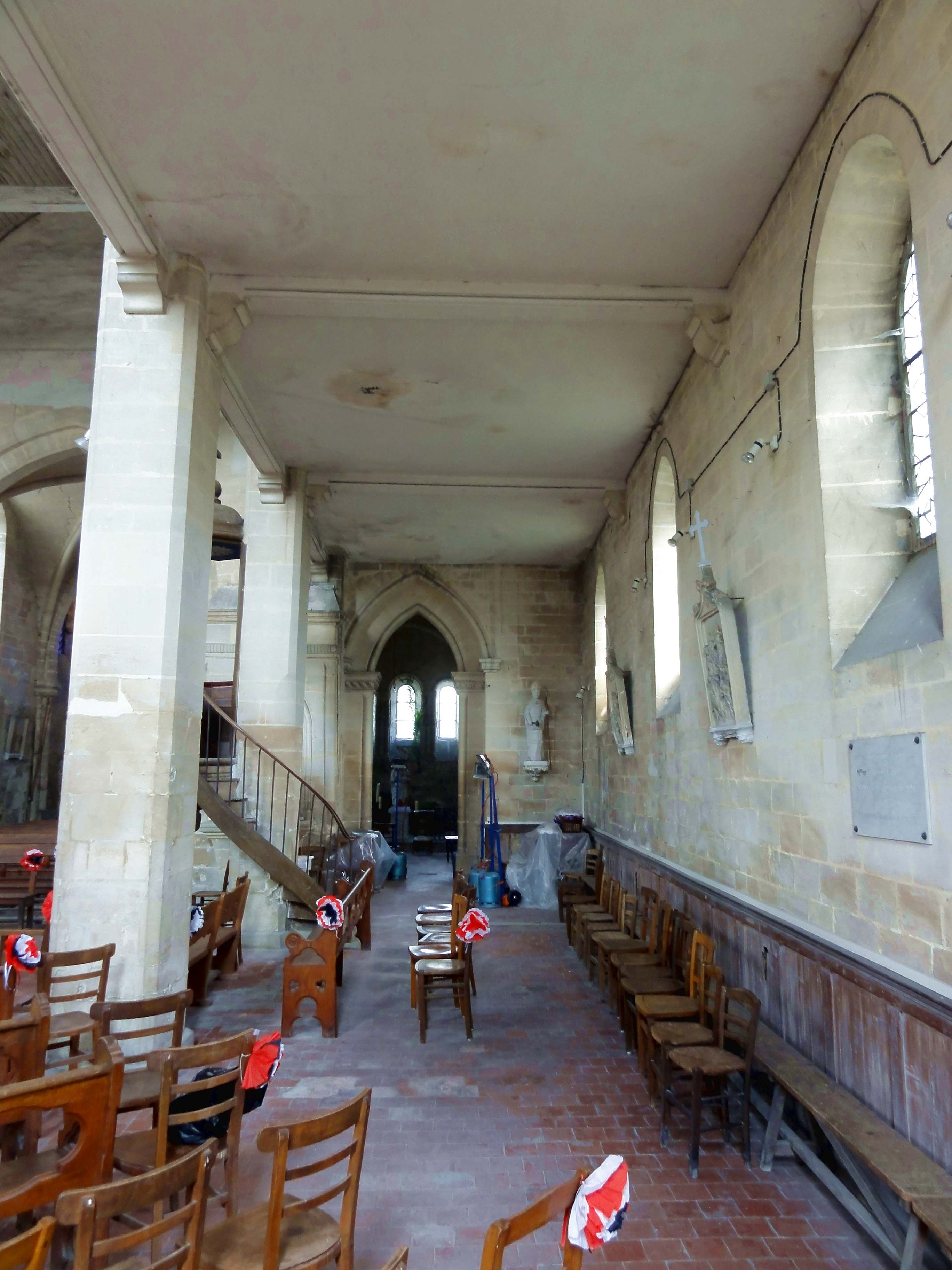
Bas-côté, vue vers l'est.
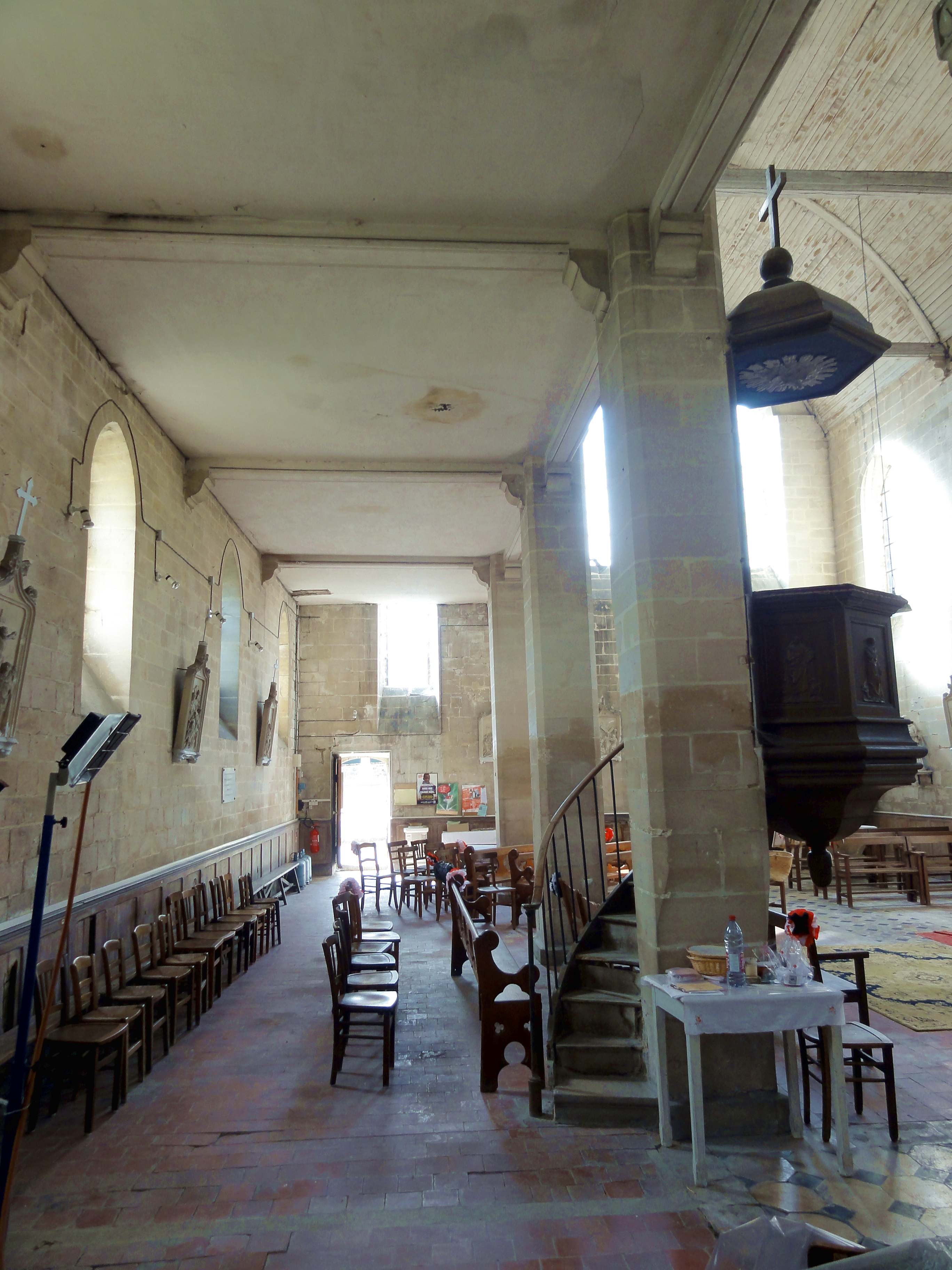
Bas-côté, vue vers l'ouest.
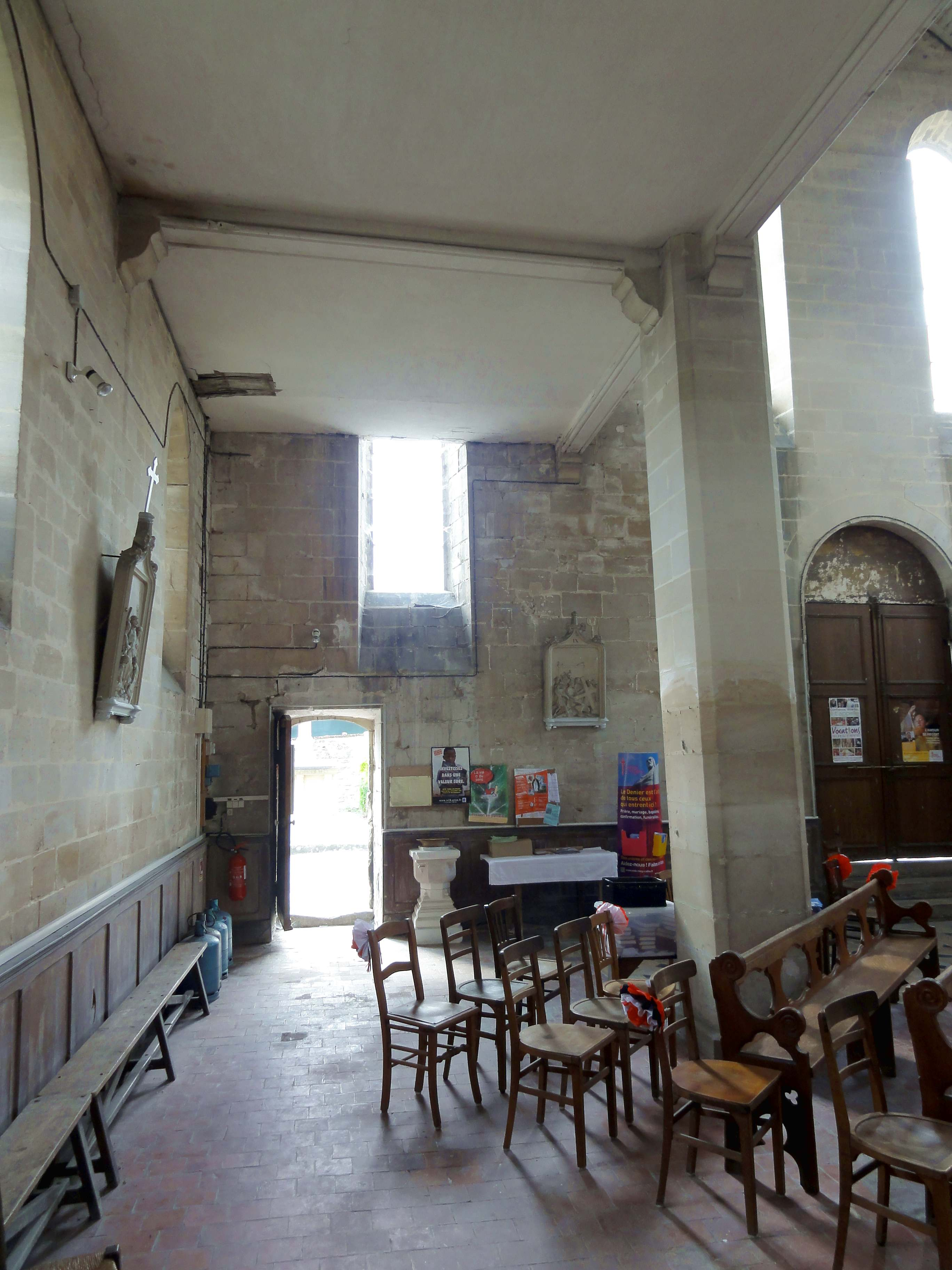
Bas-côté, vue vers l'ouest.

#### Base du clocher

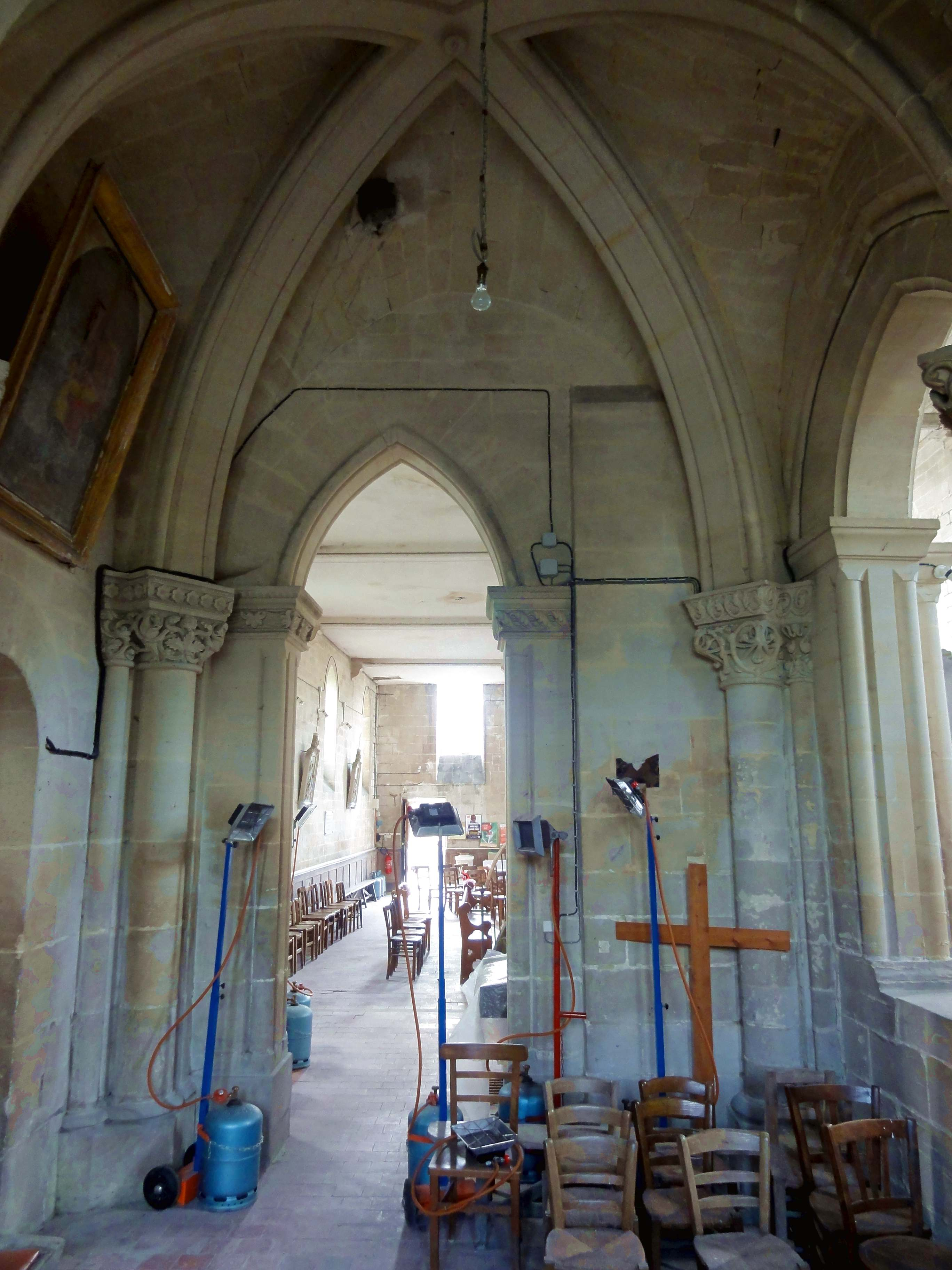
Base du clocher, vue vers l'ouest.

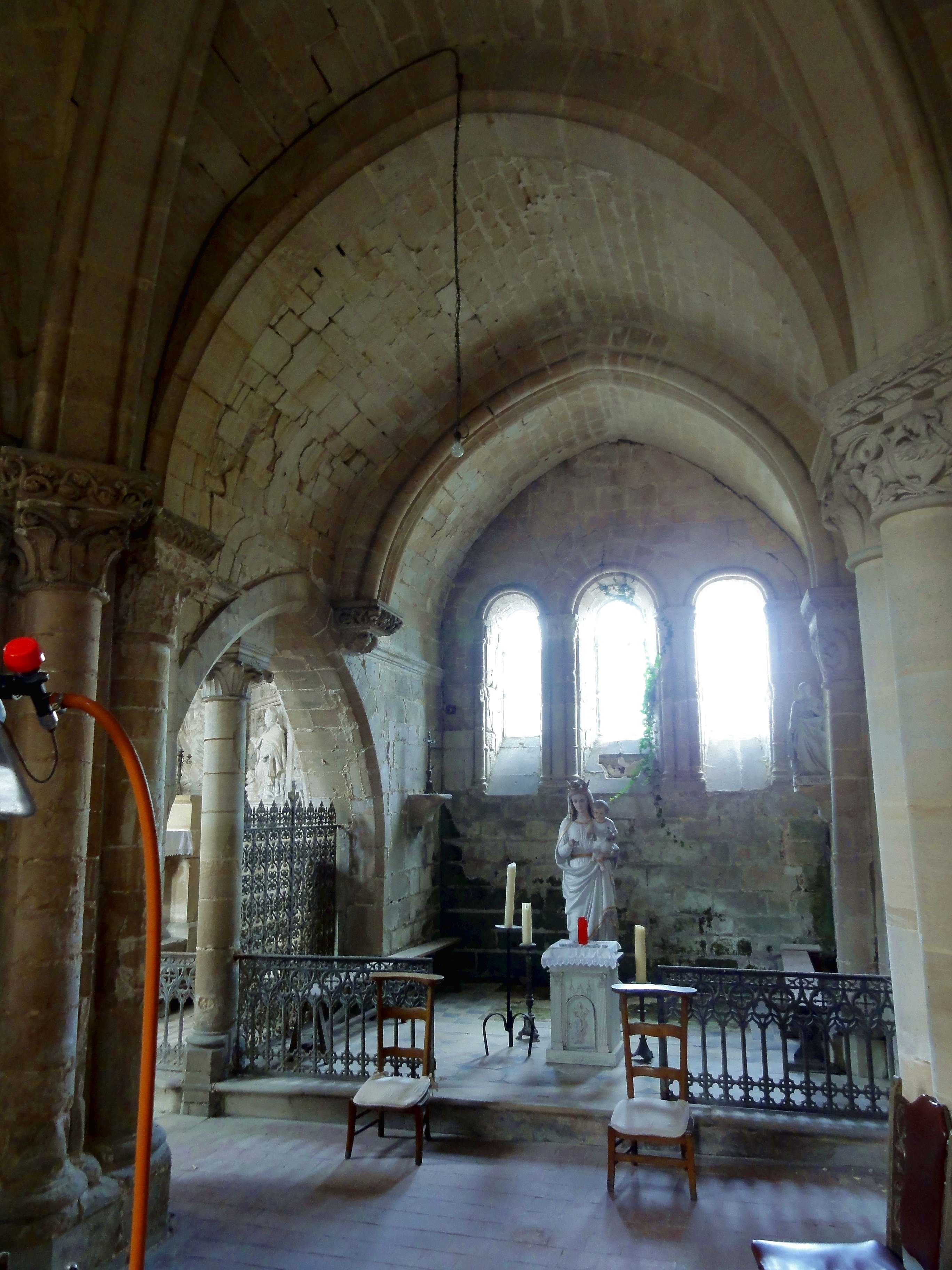
Base du clocher, vue vers l'est dans la chapelle de la Vierge.

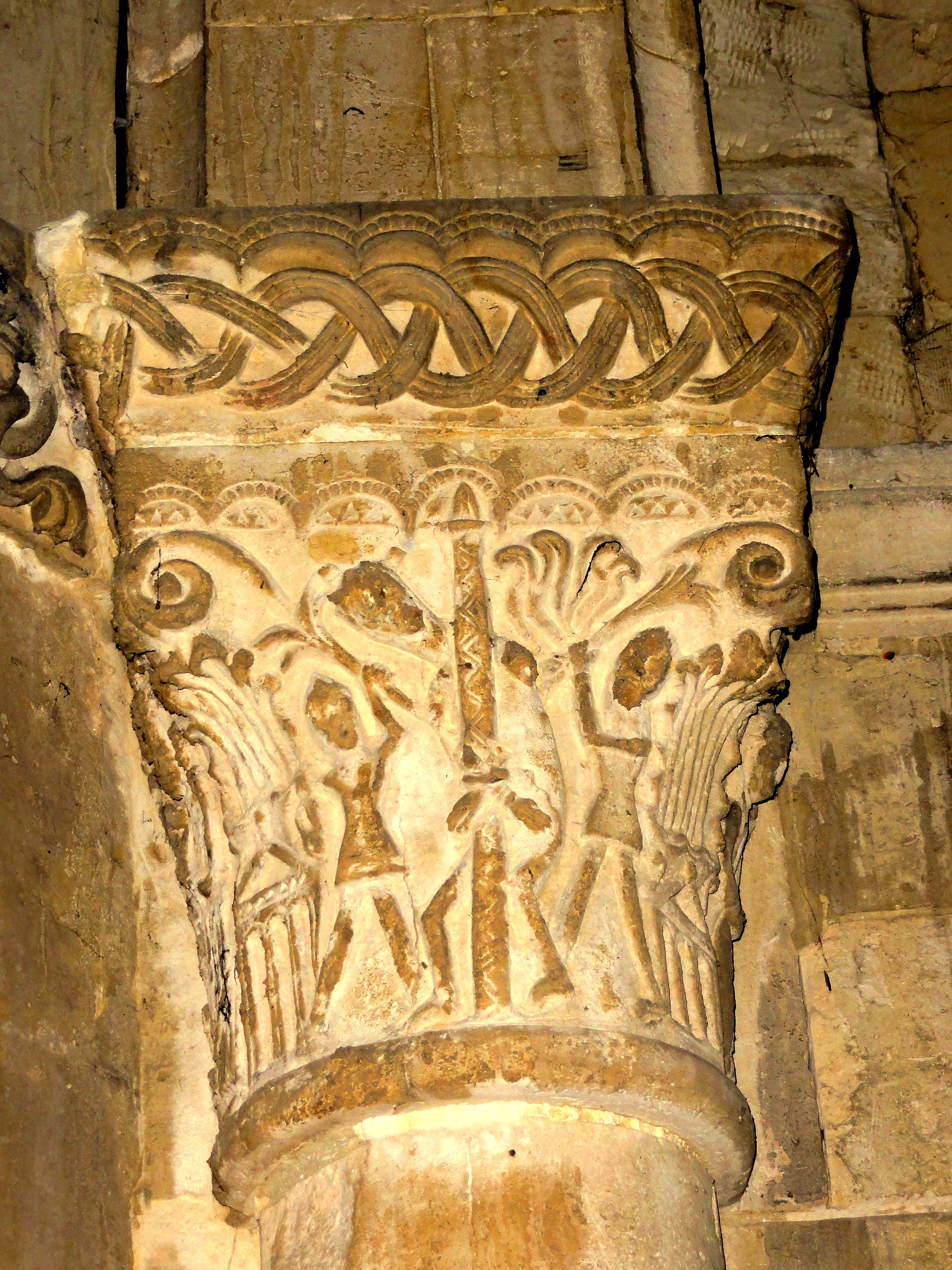
Chapiteau historié - Flagellation du Christ.

L'étroite arcade qui fait communiquer la base du clocher avec le bas-côté, et la baie qui s'ouvre sur la première travée du chœur, ne sont pas identifiées comme romanes par Eugène Woillez. Pour la première, c'est une évidence, car elle se substitue à l'arc triomphal qui reliait la nef au chœur, avant l'agrandissement de l'église à la fin du XIIe siècle. Sans pouvoir préciser sa nature, il devait nécessairement être plus large que ce n'est le cas actuellement. La deuxième est susceptible de remplacer un simple mur, qui n'est cependant pas non plus considéré comme roman par Woillez. L'aménagement de la baie est certainement motivé par le bouchage de la fenêtre romane qui existait encore au sud, lors de la construction de la sacristie, qui est mitoyenne de la base du clocher et du chœur au sud. Étant donné ce qui a déjà été dit sur la voûte, la travée ne contient ainsi pratiquement plus d'éléments proprement romans. On peut seulement retenir qu'elle fut voûtée d'ogives dès l'origine ; que cette voûte était déjà en arc brisé, ce qui montre qu'elle n'était pas antérieure au second quart du XIIe siècle ; et que les colonnettes à chapiteaux étaient déjà implantées à 45° pour faire face aux ogives. En effet, l'état de dégradation des bases dans l'angle nord-est donne à penser qu'elles sont encore authentiques à cet endroit. Elles sont moulurées d'un petit tore et d'un gros tore aplati. Une particularité sans doute inspirée par la disposition primitive sont les colonnettes à chapiteaux plus fines accolées à celles correspondant aux ogives, et également implantées à 45°, contrairement à l'usage dans la région. Les petits chapiteaux sont aujourd'hui sans emploi. Ils devaient correspondre à des arc formerets au nord et au sud, ce qui explique aussi pourquoi il n'y a qu'une seule fine colonnette qui flanque chaque colonnette des ogives. L'arc triomphal, à l'ouest, et l'arc-doubleau vers le chœur, à l'est, ne nécessitaient pas de formerets de ce côté.
Dans l'angle nord-est, le chapiteau supportant l'ogive correspond encore exactement au relevé effectué par Eugène Woillez au cours des années 1840. Il est sculpté de feuilles d'acanthe surmontées de petites volutes d'angle, et d'une petite tête humaine au milieu. Le tailloir est sculpté de rinceaux végétaux. Cette riche décoration des tailloirs permet de conjecturer que les tailloirs néo-romans ne sont pas entièrement fantaisistes. Plusieurs parmi eux affichent par ailleurs des fleurs de violette excavées, motif très répandu dans la région au XIIe siècle. Cependant, l'on ne trouve plus les motifs des feuilles doubles et d'épis dessinés par le Dr Woillez, alors que le nombre de chapiteaux n'a pas changé. Ce n'est pas ce chapiteaux, mais plutôt ceux dans les angles nord-ouest et sud-ouest qui ont retenu l'attention de Dominique Vermand. Ils affichent un décor de palmettes et de rinceaux, qui sont crachés par des masques (au sud-ouest), ou organisés en amples courbes symétriques que des bagues relient au milieu de la corbeille (au nord-ouest). Le premier type est représenté à Bury, Cambronne-lès-Clermont, Crouy-en-Thelle, Foulangues, Mogneville, dans la chapelle ruinée du château royal de Senlis, et dans la nef non voûtée de Villers-Saint-Paul. Le second type se trouve, par exemple, à Bury, Saint-Germer-de-Fly, Saint-Leu-d'Esserent, et dans la chapelle du château royal de Senlis. Tous ces exemples datent du second quart du XIIe siècle. Mais les chapiteaux du deuxième type sont encore employés au cours des années 1170 dans la cathédrale de Senlis et la collégiale Saint-Évremond de Creil (détruite).

#### Chapelle de la Vierge
La chapelle de la Vierge, ou autrement dit, le chœur roman, est de plan rectangulaire, et se compose de deux travées peu profondes. Il est notamment caractérisé par son voûtement en berceau brisé, et par le triplet qui éclaire le chevet. Dans une région qui a joué un rôle prépondérant dans la diffusion du voûtement d'ogives en France, avec la Normandie, le voûtement en berceau constitue déjà l'exception à une époque quand l'arc brisé commence à s'imposer. Comme autres exemples, l'on ne peut guère citer que Béthisy-Saint-Pierre, Labruyère, Laigneville, Rieux et Santeuil. Des voûtes en berceau plein cintre existent encore à Asnières-sur-Oise, Catenoy (associée à une voûte d'arêtes), Luzarches, l'ancienne chapelle du manoir de Rouffiac à Pontpoint, Saint-Clair-sur-Epte, la première travée de la chapelle de la Vierge de Saint-Vaast-de-Longmont, etc., sans mentionner les bases de clocher. Au nord et au sud, la délimitation entre murs gouttereaux et voûte est clairement accusé par un bandeau mouluré. C'est l'un des rares éléments dont l'authenticité est assurée grâce au relevé effectué par Eugène Woillez. Du côté de la base du clocher, la voûte commence par un doubleau, qui n'est actuellement plus mouluré, mais était profilé d'un bandeau creusé d'une gorge entre deux tores dégagés avant la restauration de la fin du XIXe siècle. En son milieu, la voûte est consolidée par un doubleau intermédiaire, qui a été refait selon le profil du doubleau oriental. Primitivement, la moulure concave centrale était apparemment plus fermée. Les doubleaux retombent sur deux colonnettes à chapiteaux, dont celle au nord du doubleau intermédiaire a été remplacé par un cul-de-lampe afin de permettre l'ouverture d'une arcade sur le chœur. Celle-ci ne paraît pas encore sur le relevé d'Eugène Woillez. L'ancien chœur a donc subi le même destin que la base du clocher. Ceci vaut également pour la suppression de la fenêtre au sud de la première travée. Assez paradoxalement, l'on est allé jusqu'à compléter le bandeau à la base de la voûte, qui fut interrompu par la baie, mais l'on boucha les arcades plaquées en plein cintre qui animaient les soubassements des murs, à raison de deux arcades par travée de chaque côté. Au chevet, les trois baies en plein cintre du triplet paraissent authentiques. Leur archivolte est moulurée d'un tore, qui retombe sur les chapiteaux de deux colonnettes appareillées.
Au nord du doubleau occidental, l'on trouve le chapiteau historié roman représente la Flagellation du Christ. Il mesure 65 cm de hauteur, 50 cm de largeur et 30 cm de profondeur, et date du second quart du XIIe siècle. La corbeille est verticalement subdivisée en deux parties par un poteau décoré de bâtons brisés, auquel le Christ est frontalement attaché par ses deux mains liées, entrecroisées. Ses genoux flanchent, et son corps se courbe sous la douleur. Les traits du visage ne sont plus reconnaissable. Le sculpteur représente Jésus nettement plus grand que ses deux bourreaux, et symbolise ainsi sa grandeur réelle en tant que fils de Dieu, grâce à laquelle il triomphera de la mort. Deux soldats casqués, l'un à gauche, l'autre à droite, flagellent Jésus par de gros martinets. Des flammes semblent surgir de l'un des deux instruments de torture. Les angles du chapiteaux sont sculptés, du haut vers le bas, d'une petite volute ; d'une feuille d'acanthe ; et d'un édicule avec trois arcades en plein cintre surmontées d'un fronton triangulaire, référence étonnante à l'architecture antique quatre siècles avant la Renaissance. Une personne supplémentaire, dont la fonction n'est pas claire, est représentée sur chacune des deux faces latérales. Sous le tailloir, court une frise d'hémicycles formés par des perles, et inscrivant des dents-de-scie. Le sommet du poteau empiète sur la frise. Des hémicycles analogues ornent la partie haute du tailloir, accompagnés d'un boudin. Le motif principal du tailloir sont deux rubans entrelacés. L'œuvre est aujourd'hui menacée par une remontée importante de sel. Au moins le chapiteau au sud du doubleau intermédiaire présente encore un motif plausible pour l'architecture romane de la région. On y voit une tête de chat à chacun des deux angles, dont chacune est reliée à un corps sur la face frontale, et un autre sur l'une des faces latérales. Louis Graves évoque des « chapiteaux portant des animaux, des hommes dévorés par des monstres, d'autres dont des serpents mangent la langue, et divers dessins bizarres ».

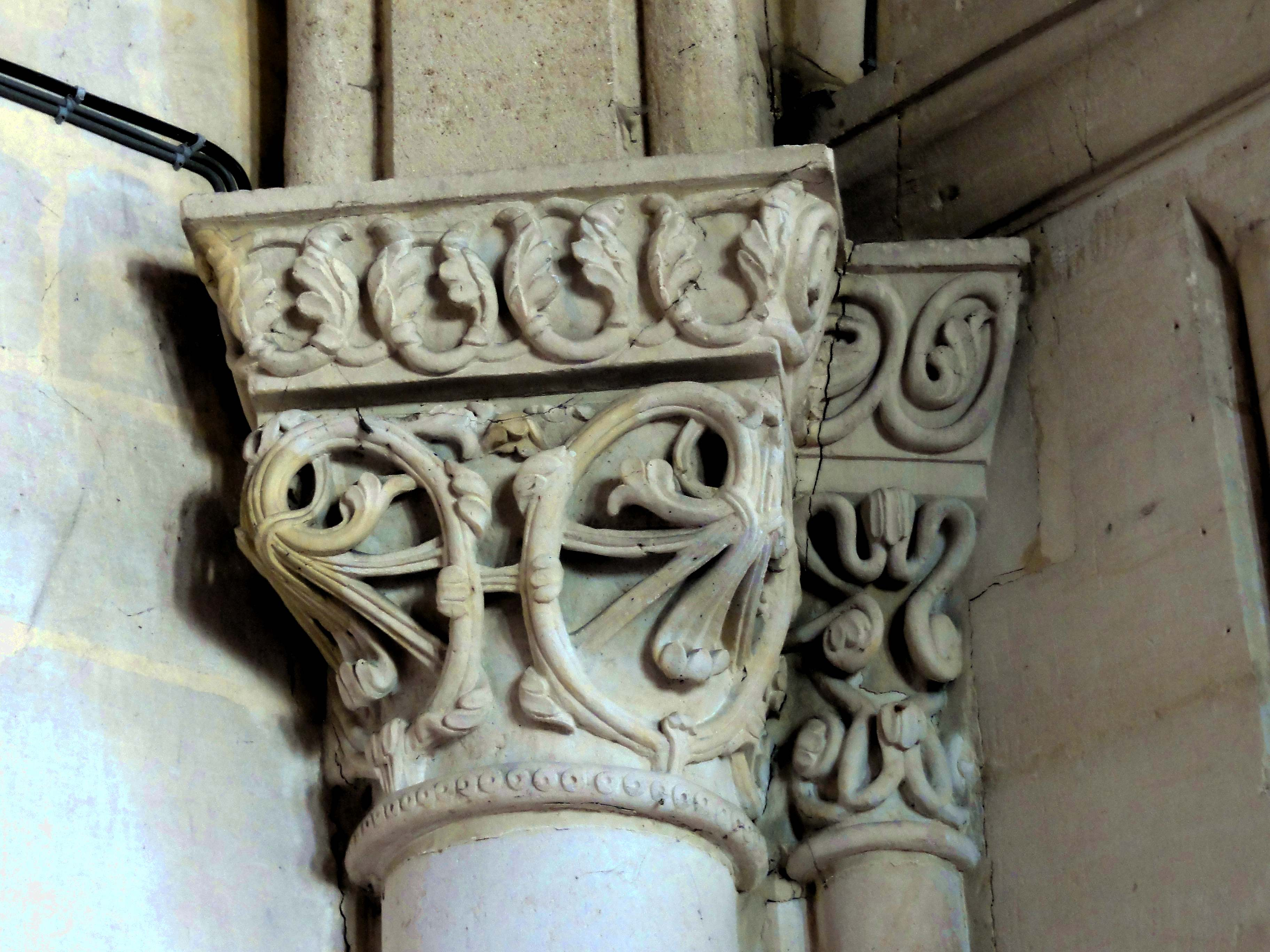
Base du clocher, chapiteaux au nord-ouest.
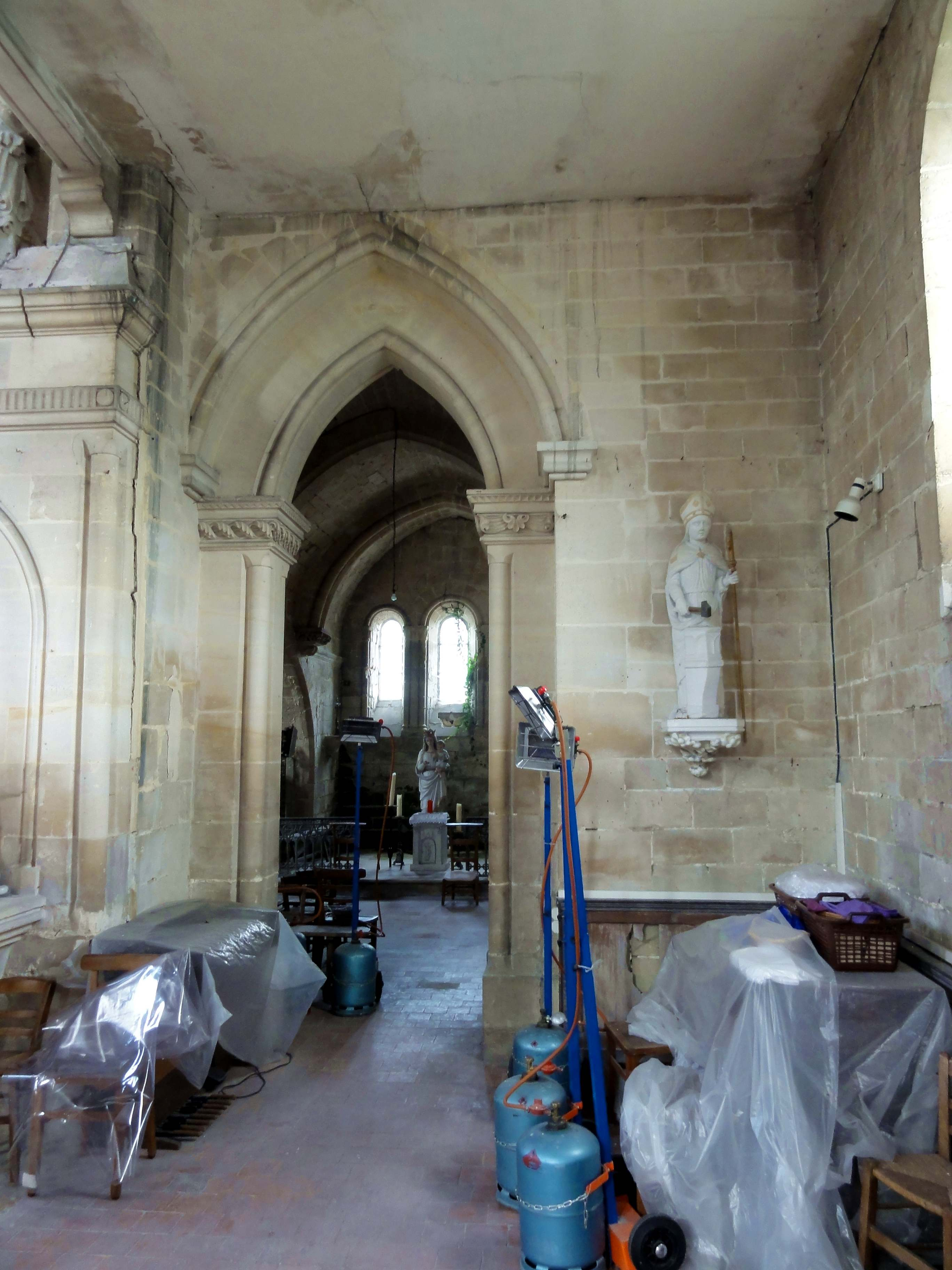
Vue depuis le bas-côté.
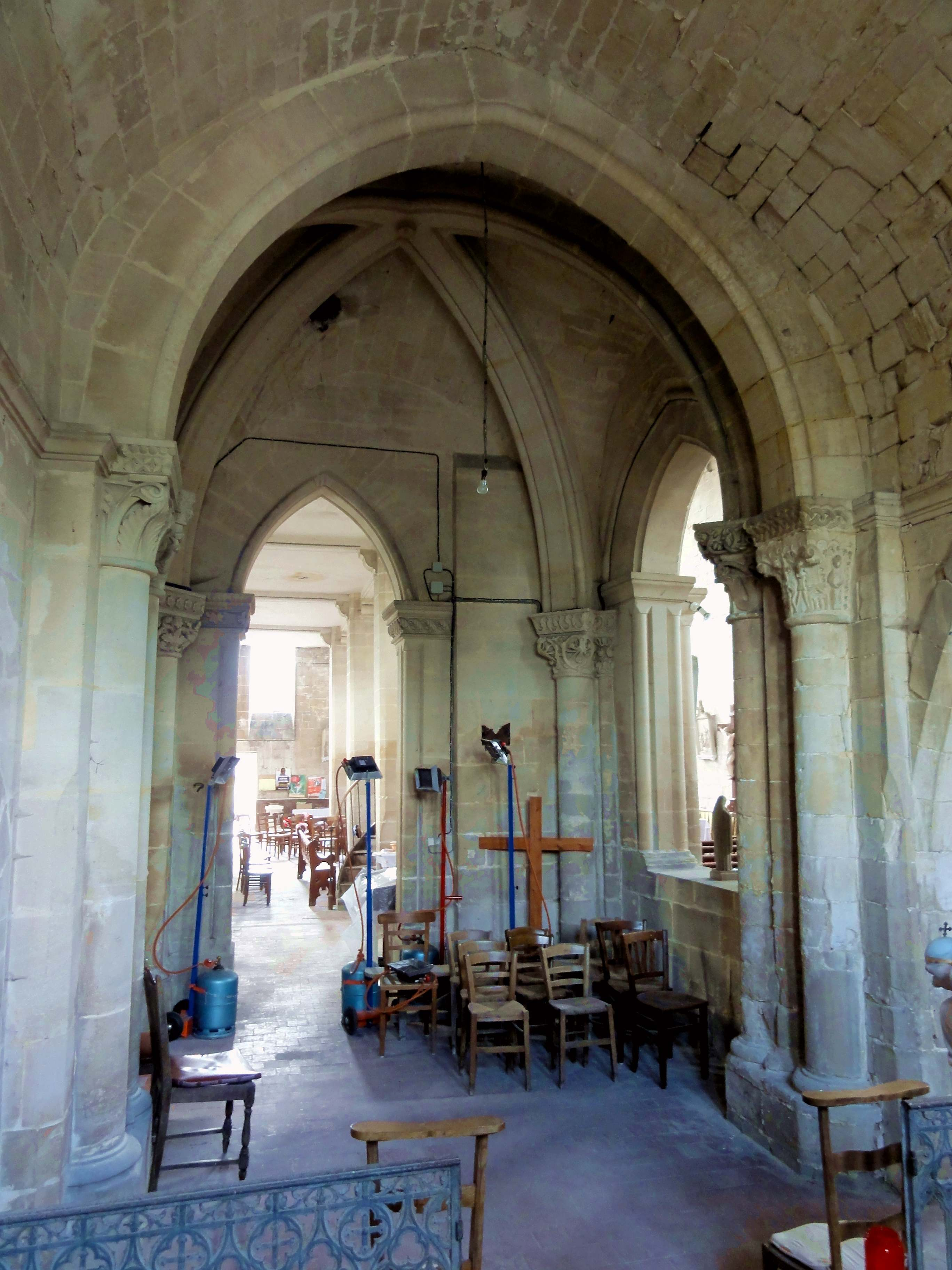
Chapelle de la Vierge, vue vers l'ouest.
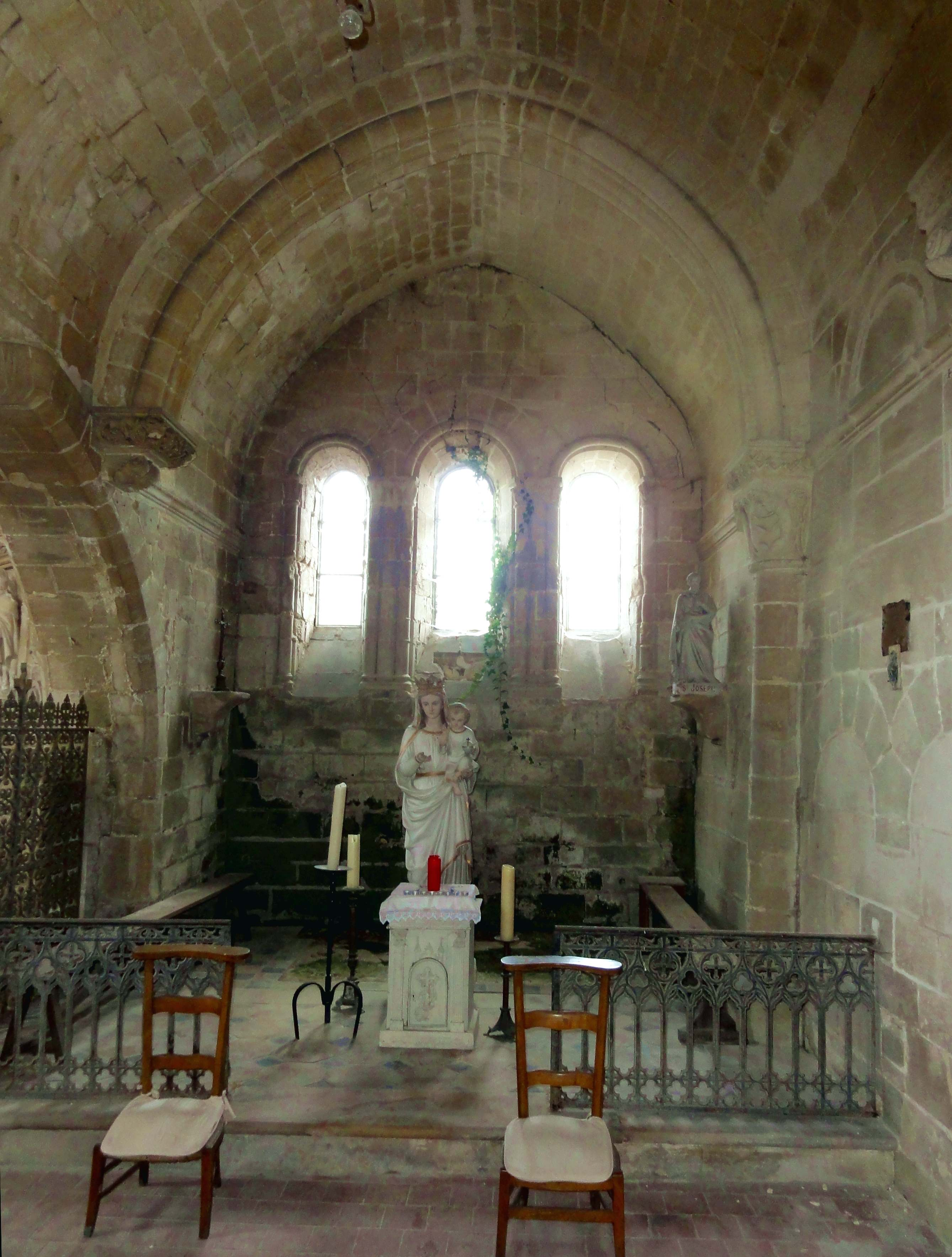
Chapelle de la Vierge, vue vers l'est.
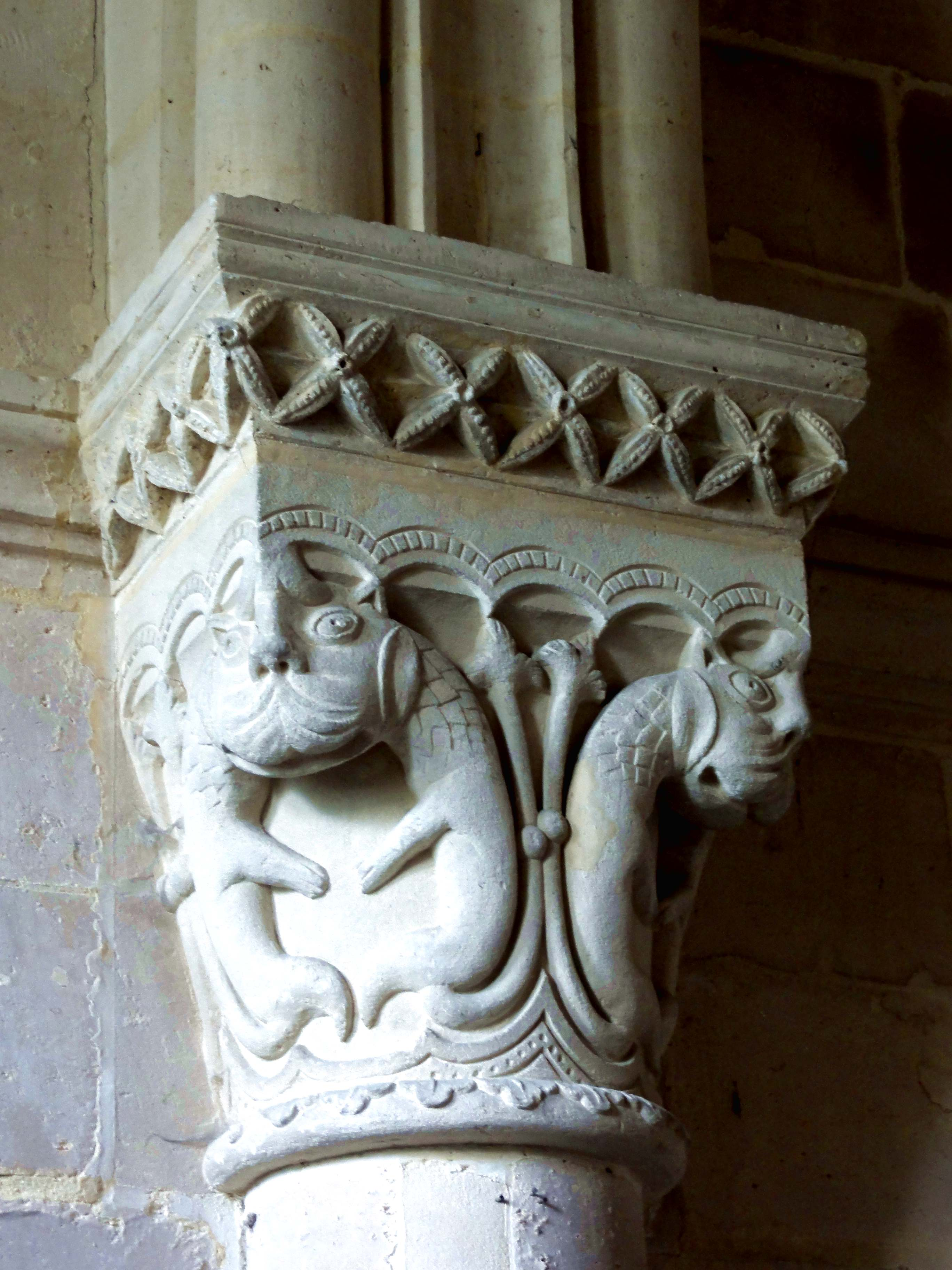
Chapelle de la Vierge, chapiteau côté sud.
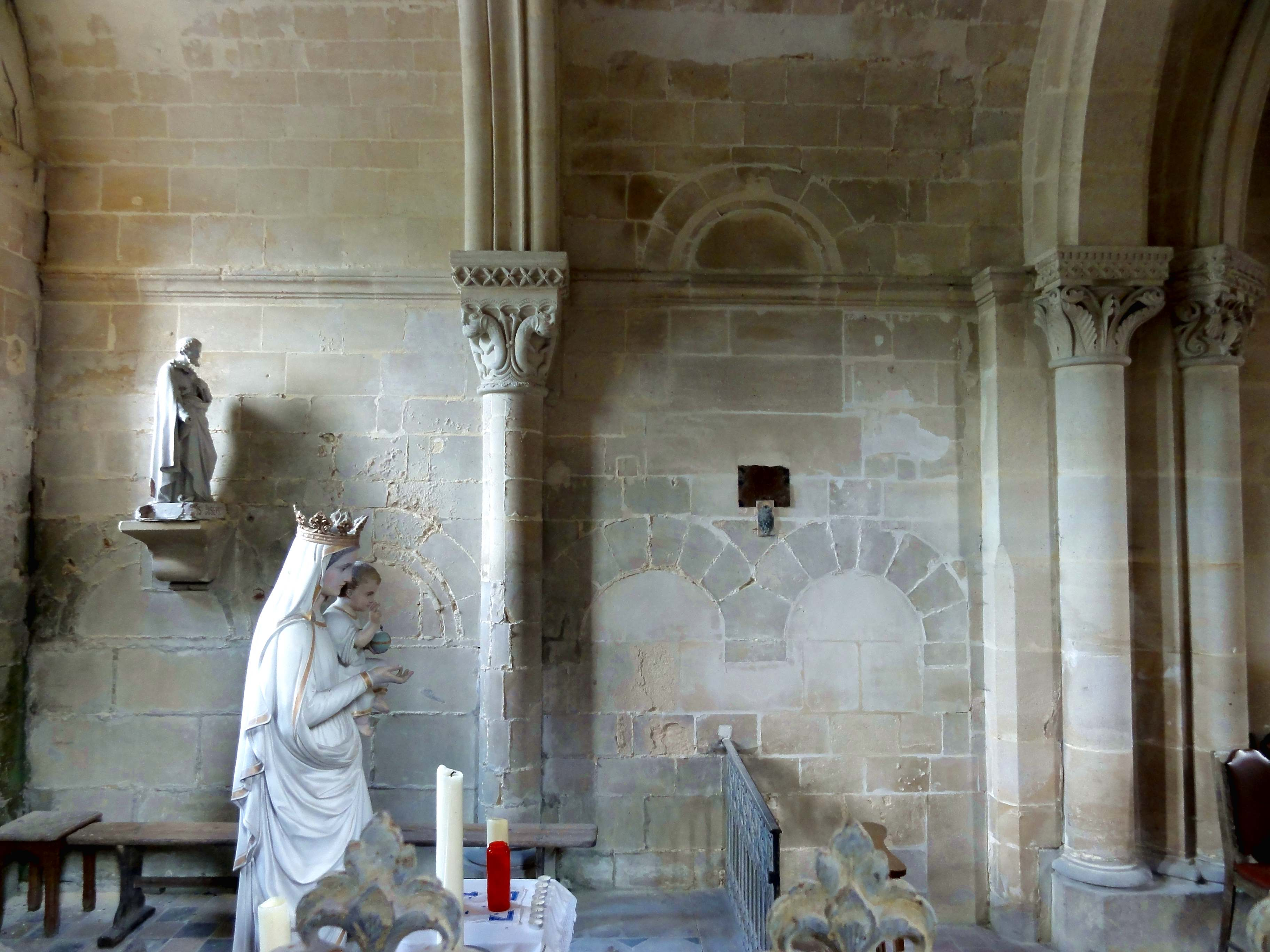
Chapelle de la Vierge, élévation sud.

#### Chœur

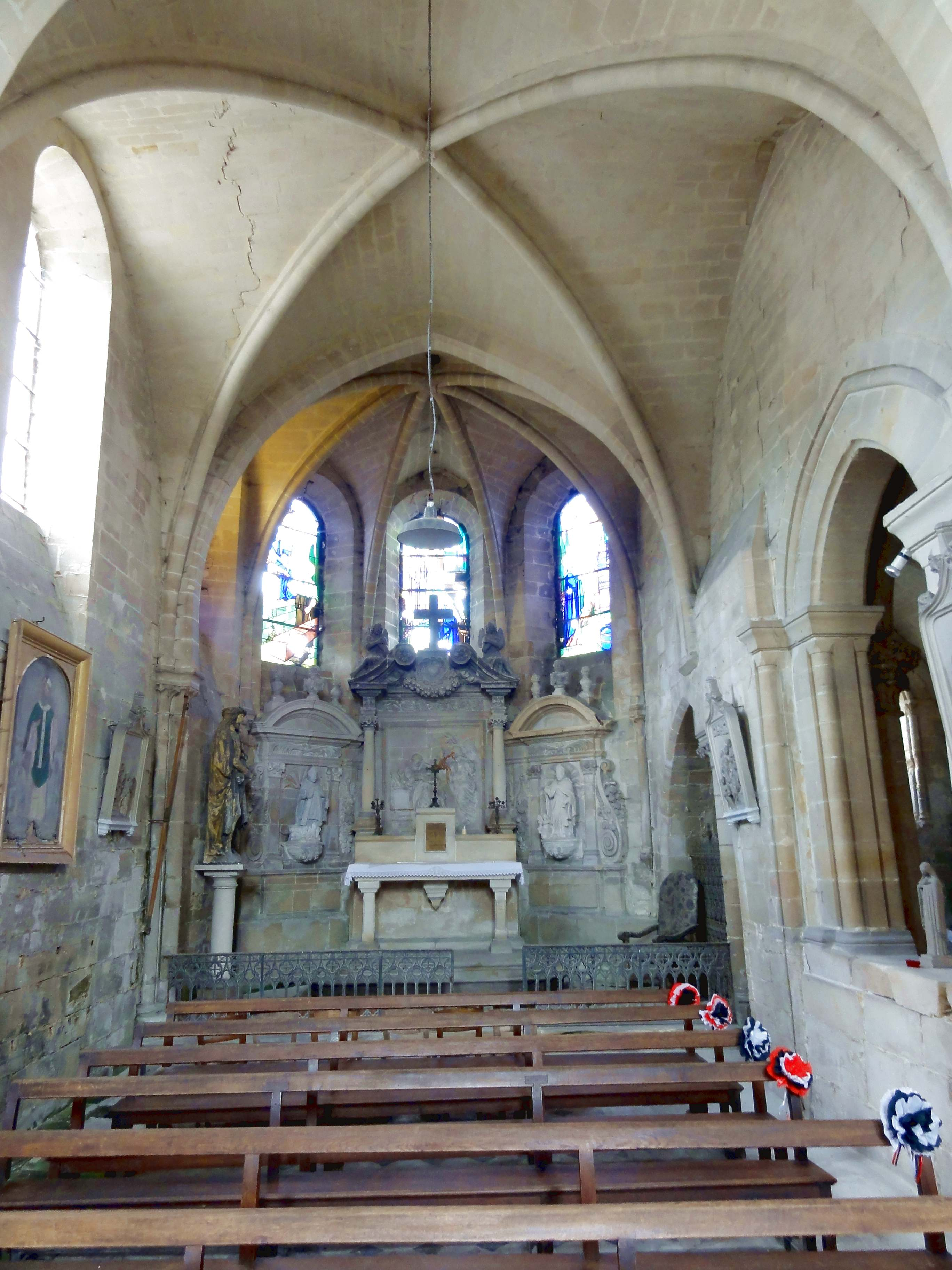
Vue vers l'est.

Le chœur est moins large que la nef et n'atteint que les deux tiers de sa hauteur sous le sommet du plafond. Ses piliers ne dépassent pas la moitié de la hauteur sous le sommet des voûtes, et les proportions ne donnent pas la même impression d'élancement que dans la nef. L'arc triomphal est en tiers-point, et formé par deux rangs de claveaux chanfreinés. La retombée sur les tailloirs s'effectue par quatre assises après le passage à la verticale, ce qui donne un tracé surhaussé. Seulement le rouleau inférieur dispose de colonnettes à chapiteaux. Elles sont adossées à des dosserets aux angles abattus. Cette architecture simpliste serait davantage conforme à un bas-côté, et étonne dans le chœur liturgique, qui représente la partie la plus importante d'une église, et était à la charge des gros décimateurs. L'un des chapiteaux est sculpté de feuilles plates ; l'autre de feuilles aux extrémités recourbées en crochets. Cette sculpture est loin d'atteindre la qualité des parties romanes.
Les deux voûtes sont dépourvues de formerets. Les clés de voûte sont discrètement décorées de minuscules rosaces, mal conservées. Leurs ogives adoptent un profil monotorique simple, qui est déjà connu à la période romane. Elles retombent, en principe, sur de fines colonnettes à chapiteaux logées dans les angles de la première travée et de l'abside. Dans tous les cas, les tailloirs sont implantés face aux ogives. Ils sont donc implantés à 45° à côté de l'arc triomphal et de part et d'autre du doubleau intermédiaire. Au nord, les colonnettes des ogives forment un faisceau de trois colonnettes avec celle dédiée au doubleau, qui est d'un diamètre intermédiaire. Le doubleau intermédiaire se présente comme une arcade à simple rouleau aux arêtes chanfreinées. Au sud, les restaurateurs ont sacrifié la colonnette unique près de l'arc triomphal et le faisceau au niveau du doubleau intermédiaire. À son emplacement s'ouvre maintenant une arcade sur le chœur, dont le percement fut probablement motivé par l'obturation des deux fenêtres du sud par la nouvelle sacristie. La suppression des supports d'un arc-doubleau est, évidemment, problématique pour la stabilité. L'on choisit donc de conforter l'arcade par une colonnette à chapiteau néo-gothique en son milieu, ce qui met en exergue, une fois de plus, l'absence de concept cohérent pour les travaux entrepris à la fin du XIXe siècle. Au chevet, de part et d'autre de la baie d'axe, les deux chapiteaux sont dissimulés par le retable ou ont été arasés. Ne restent donc plus que six chapiteaux à l'intérieur du chœur, sur les douze qui existaient initialement. Ils sont sculptés de crochets et de feuilles d'eau et paraissent fortement restaurés. Pour venir aux fenêtres, elles s'inscrivent entièrement sous les lunettes des voûtes, et sont en plein cintre, ce qui donne à penser que le chœur fut construit avant la nef, conformément à la tradition.

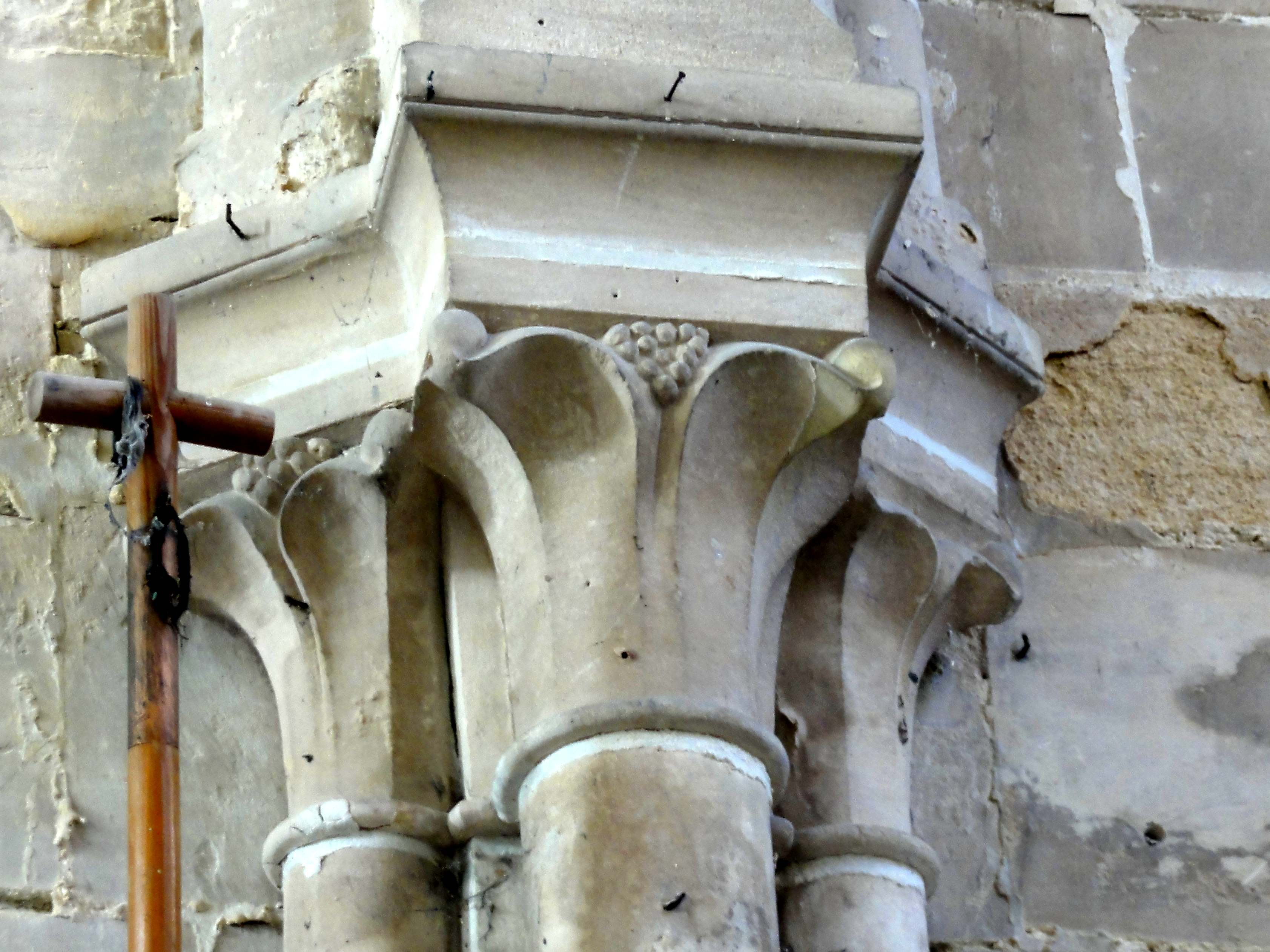
Chapiteaux côté nord.
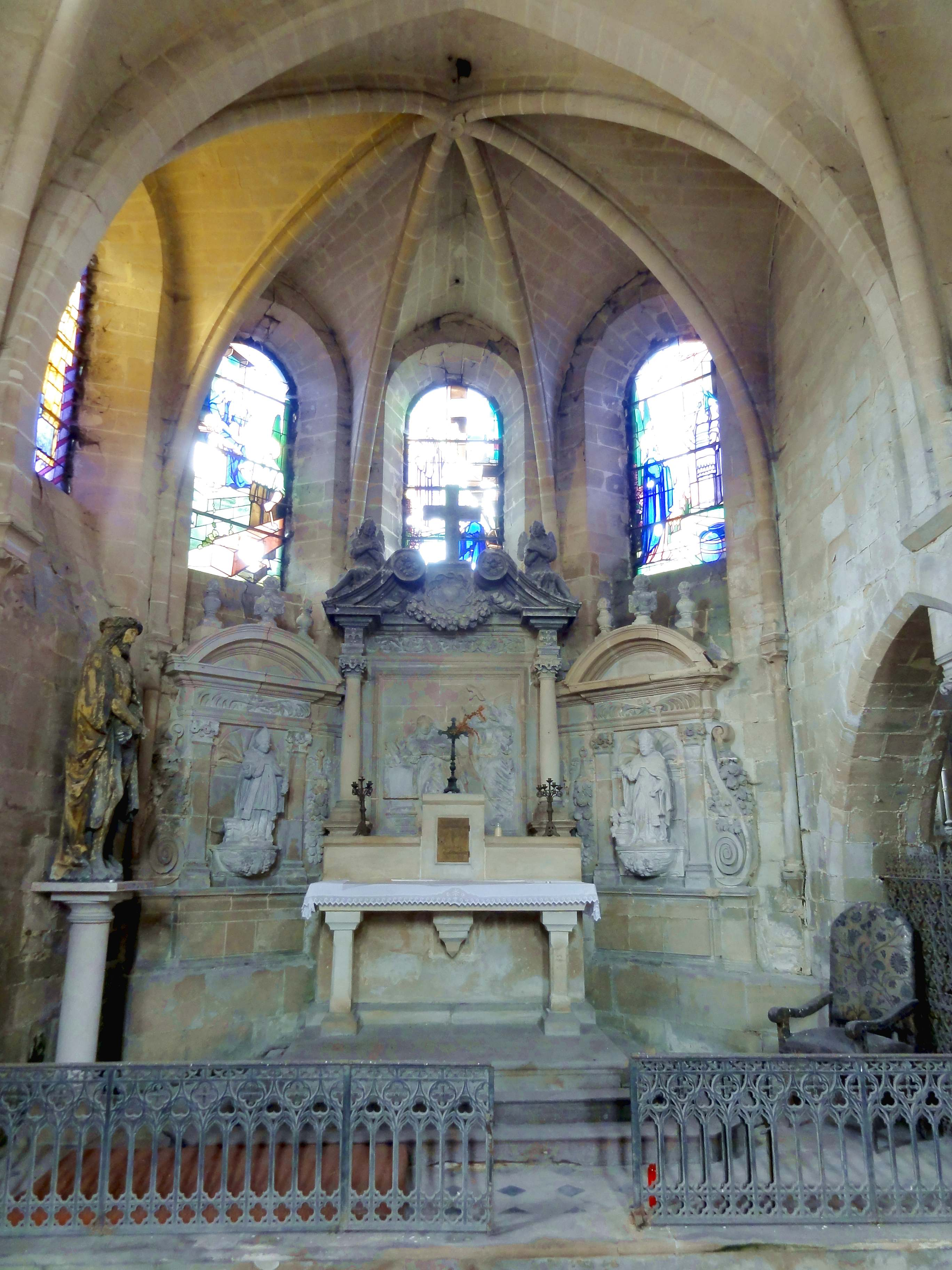
Vue vers l'est.
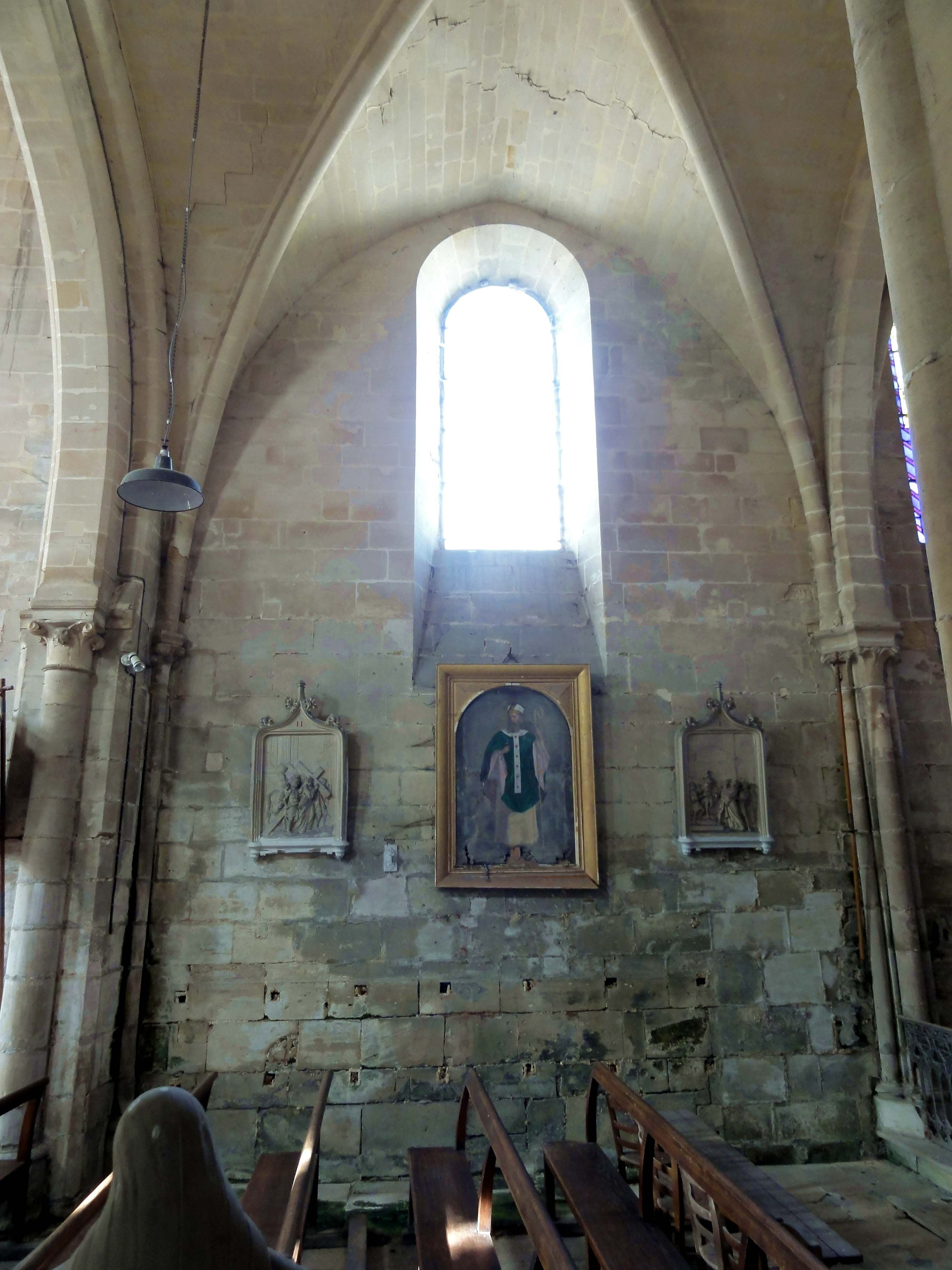
1re travée, élévation nord.
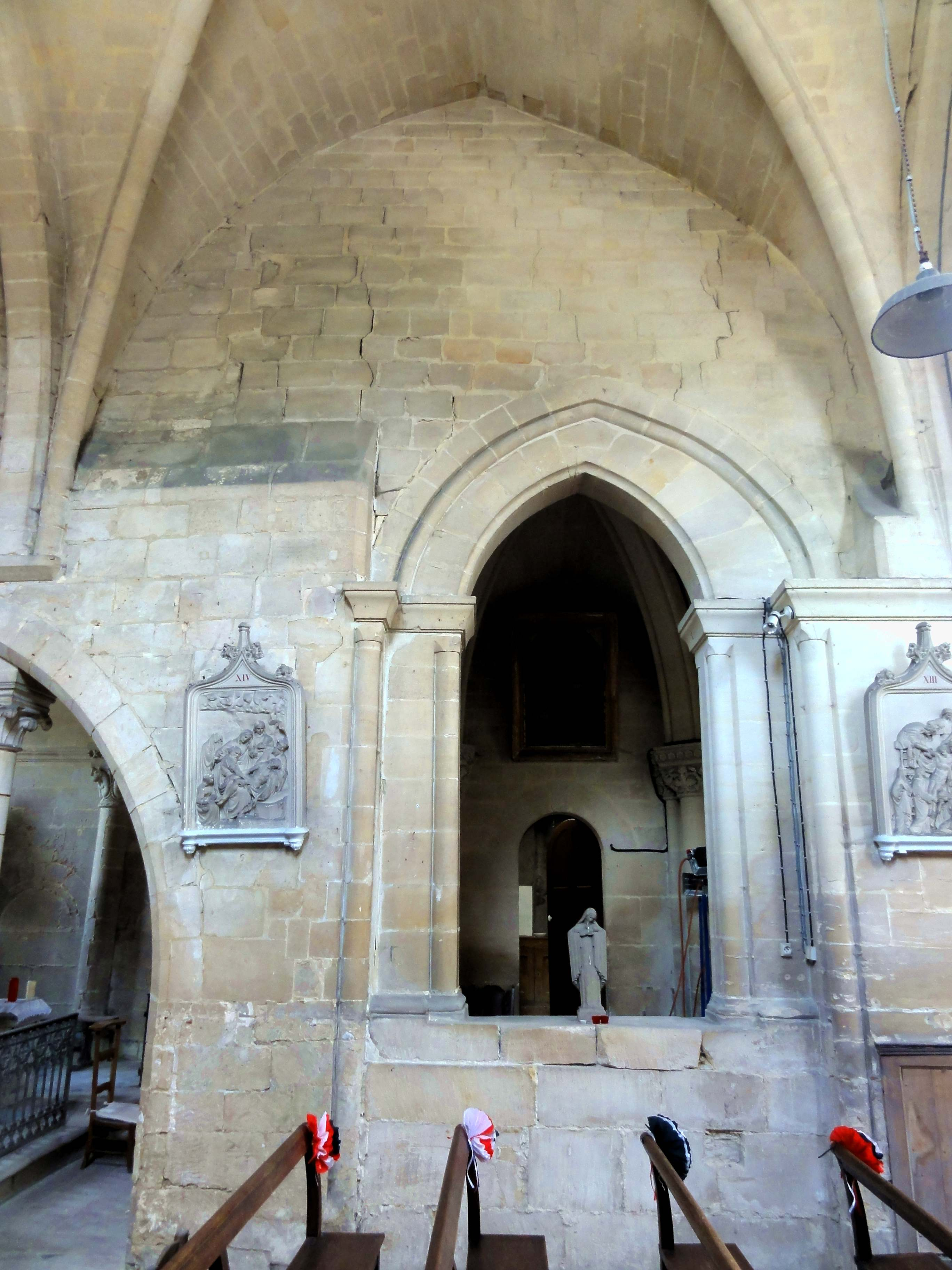
1re travée, élévation sud.
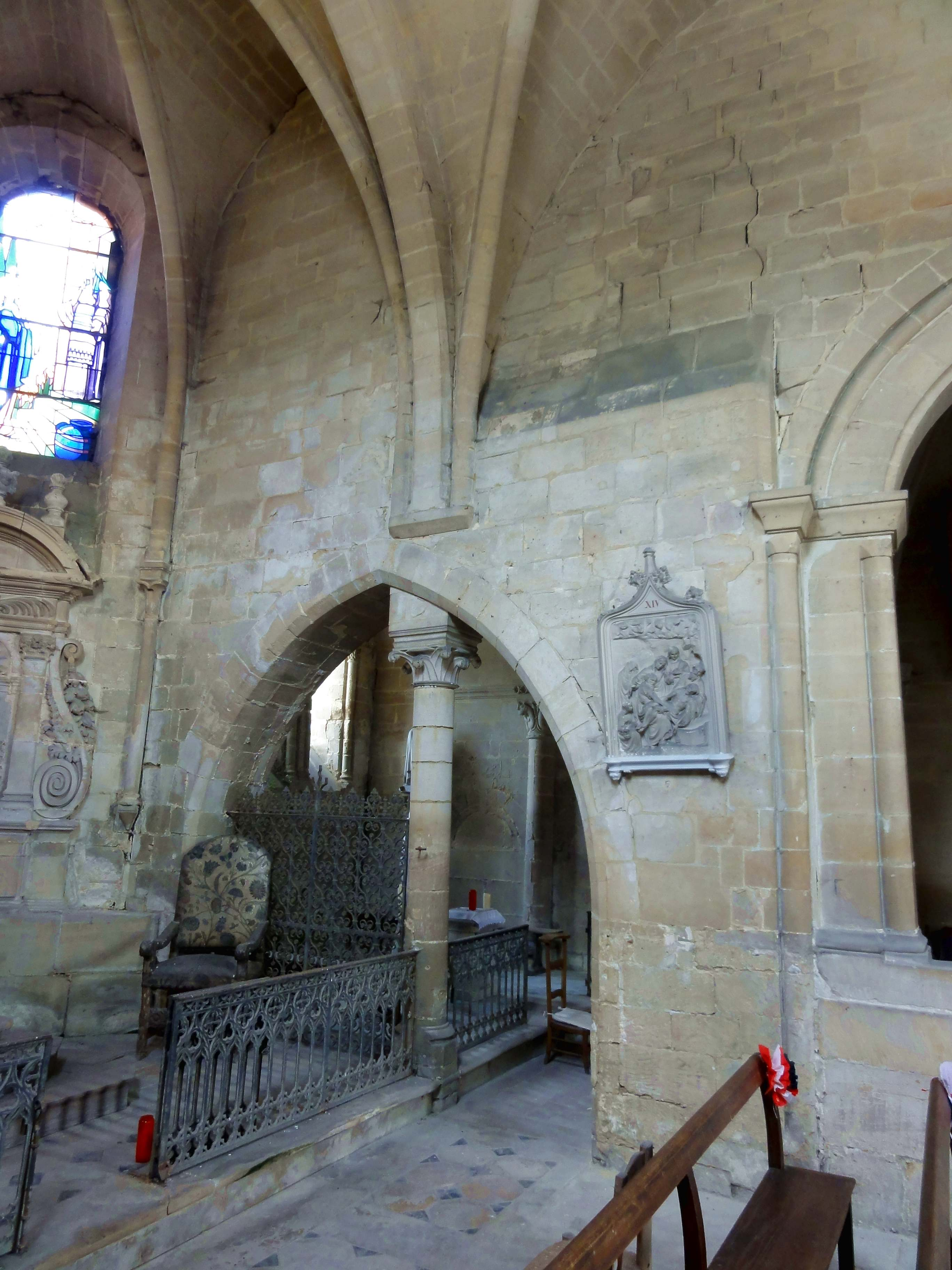
2e travée, élévation sud.
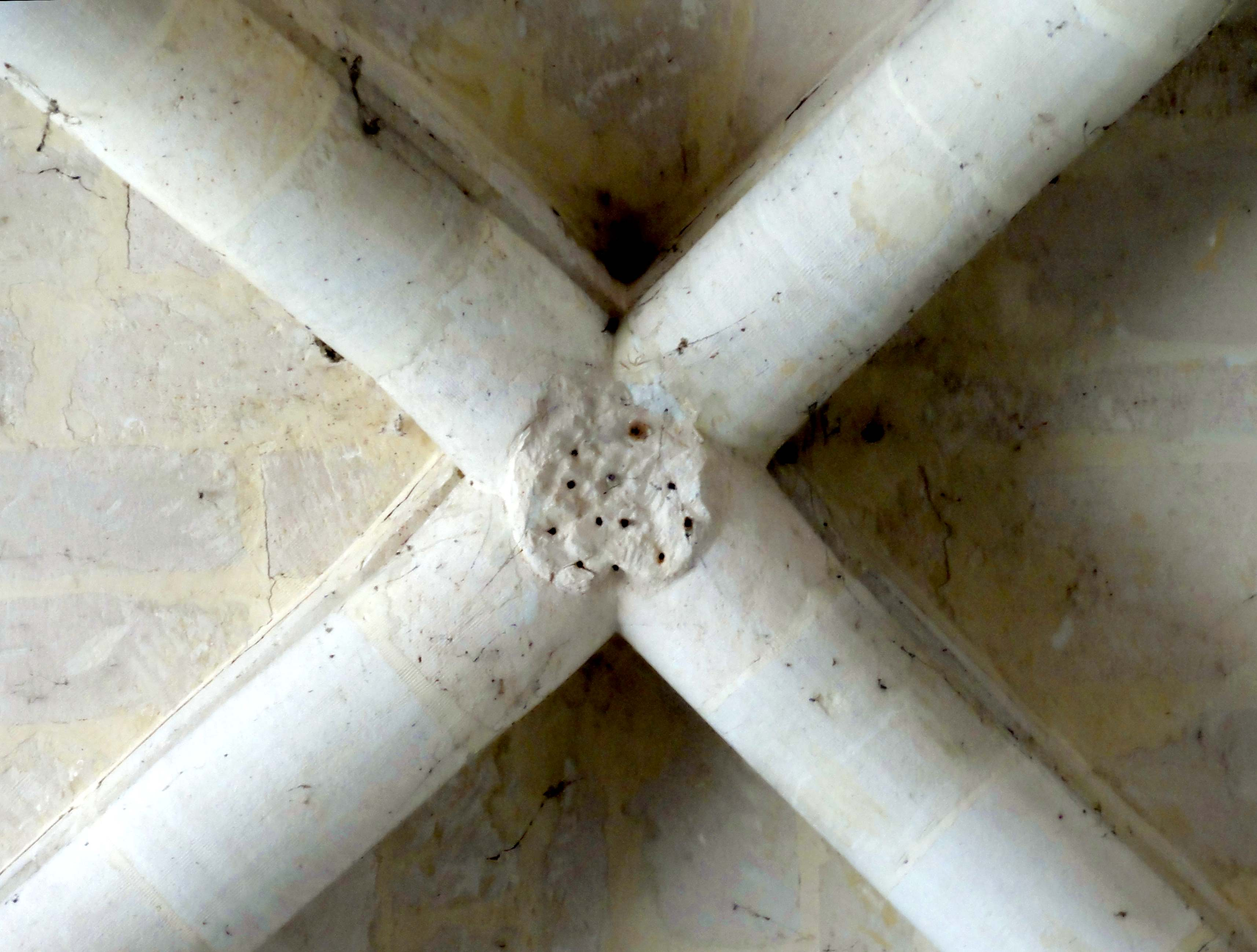
Clé de voûte.

### Extérieur

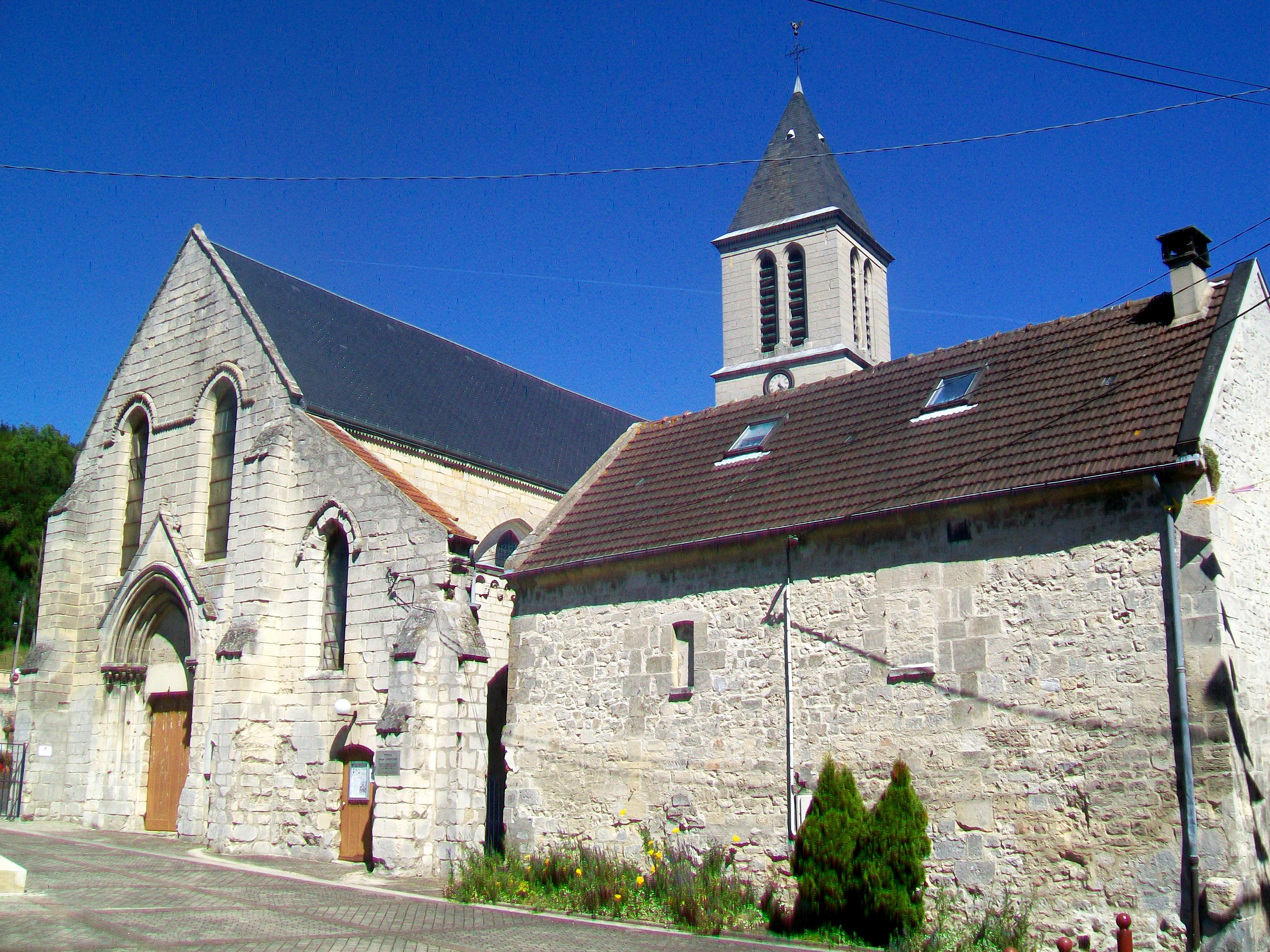
Façade occidentale ; le bâtiment à droite ne fait pas partie de l'église.

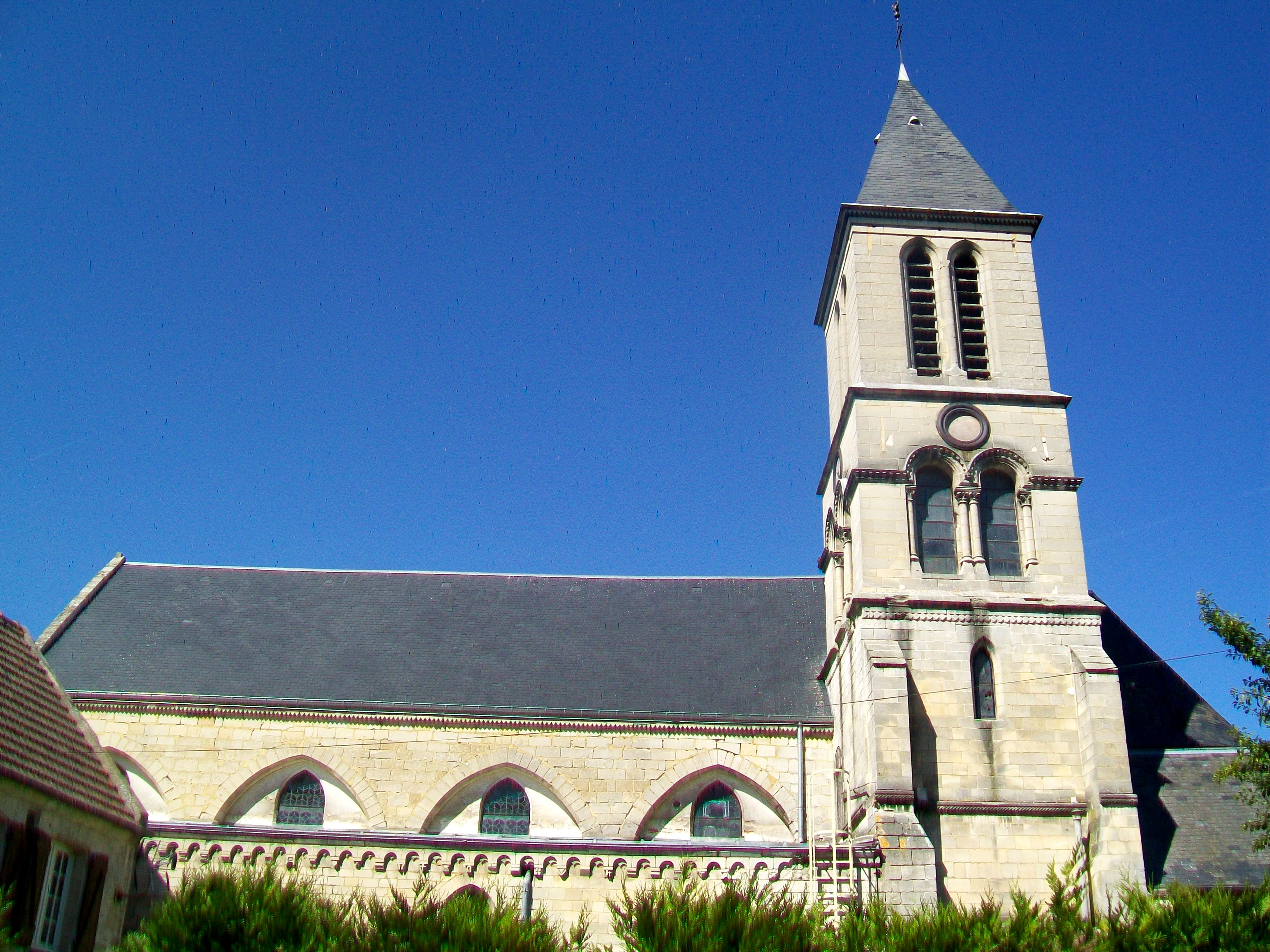
Vue depuis le sud.

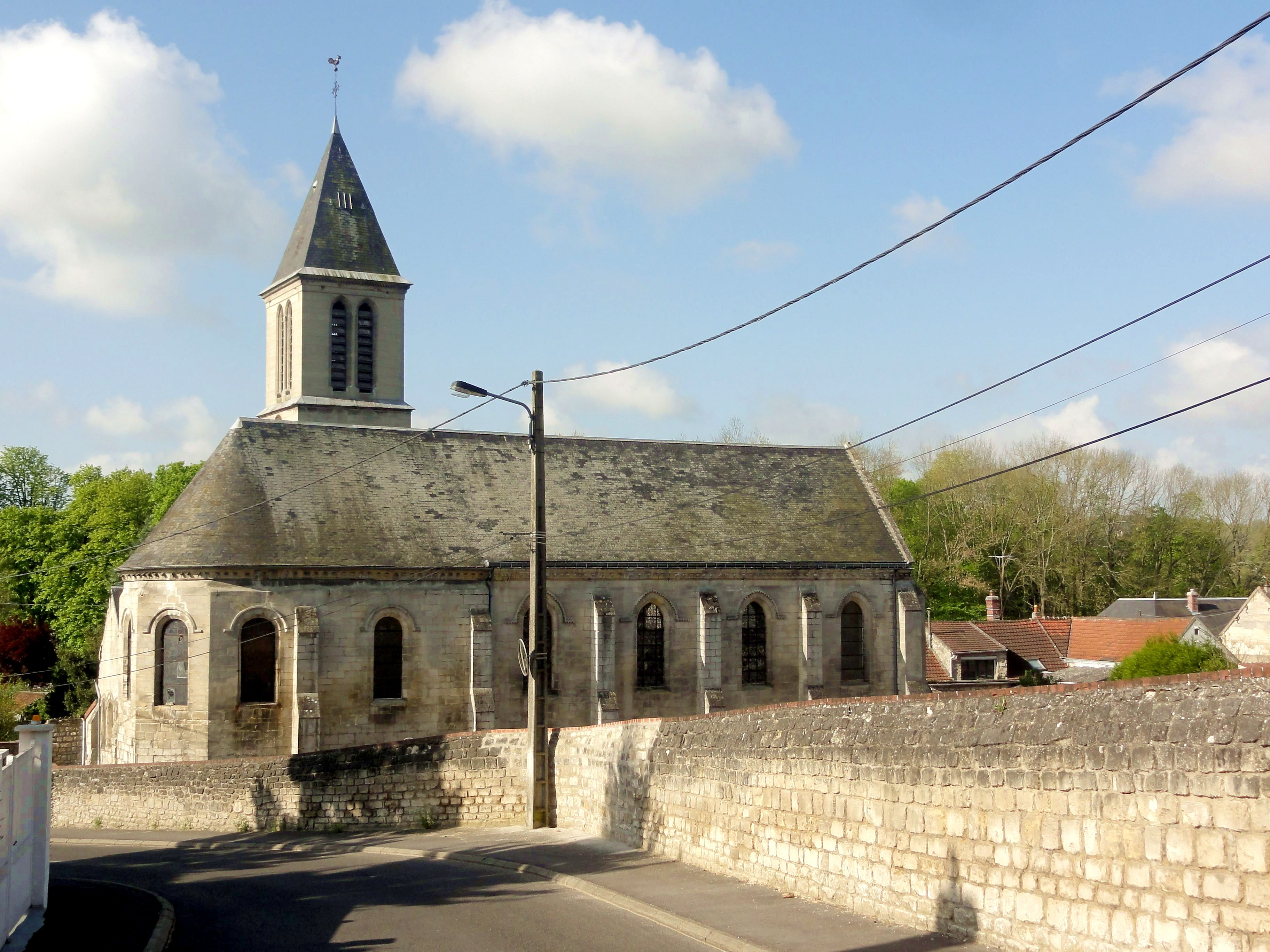
Vue depuis le nord.

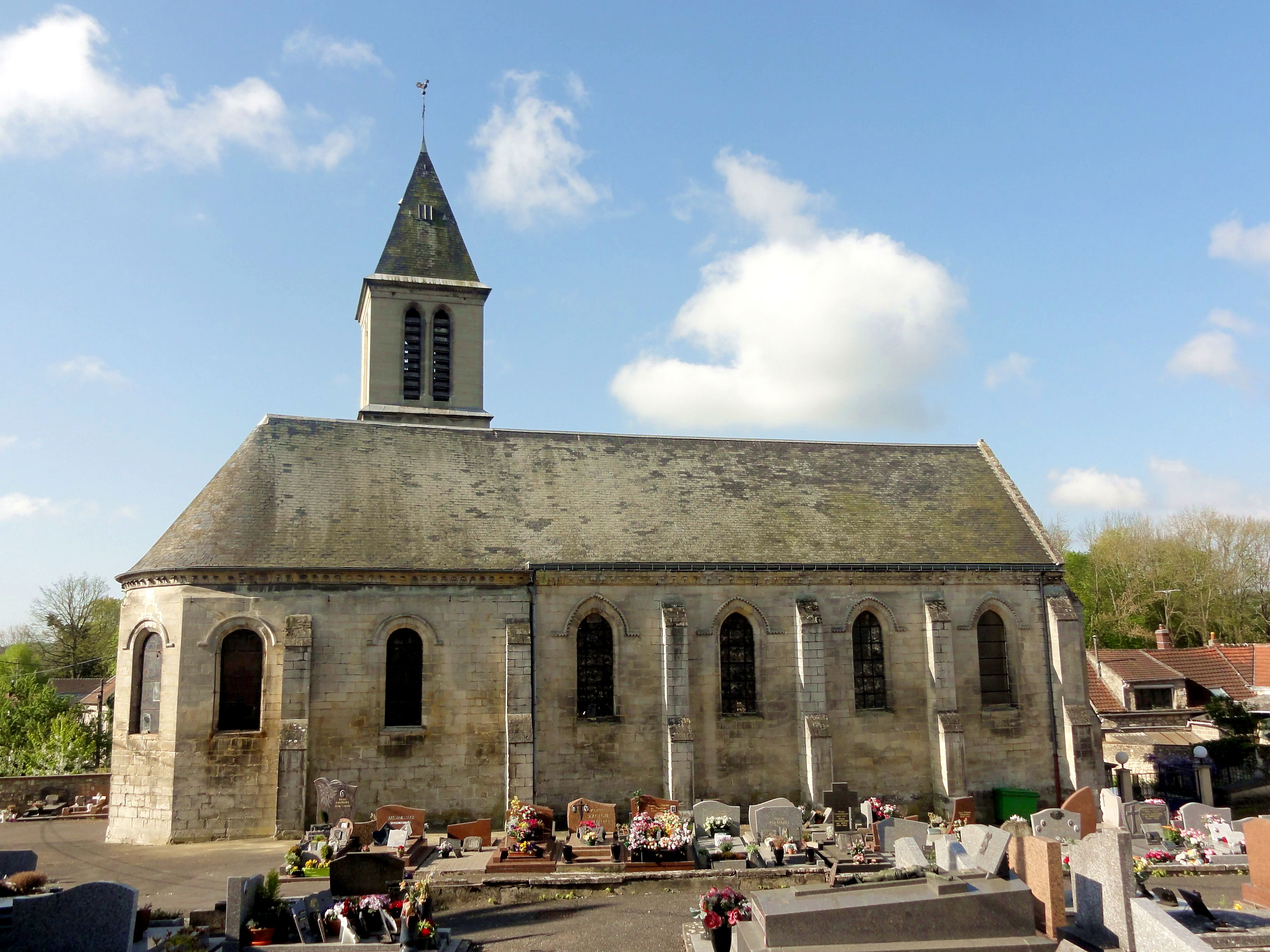
Vue depuis le nord.

La façade occidentale est une composition sobre et harmonieuse de la fin du XIIe ou du début du XIIIe siècle, plus soigné que l'intérieur du vaisseau septentrional qui est issu de la même campagne, et épargnée par les restaurateurs de la fin du XIXe siècle. Comme l'ensemble de l'église, la façade est soigneusement appareillée en pierre de taille. Le mur de la nef est flanqué de deux contreforts relativement saillants, qui se retraitent à mi-hauteur par un glacis formant larmier, et s'amortissent par un glacis analogue. Le contrefort occidental du bas-côté sud répond au même modèle, mais est moins élevé. Les deux fenêtres hautes de la nef et la fenêtre du bas-côté disposent d'un ébrasement extérieur, et sont surmontées d'un cordon de têtes de clous. Au niveau des impostes des fenêtres hautes, le cordon relie les deux baies, et se poursuit latéralement pour une courte section en direction des contreforts. Le cordon de la baie du bas-côté est reçu sur deux têtes grimaçantes. Le portail occidental de la nef est à triple archivolte en tiers-point, et sa faible saillie donne prétexte à un gâble aigu, dont la partie supérieure s'insère entre les deux fenêtres hautes. Chacune des trois voussures est moulurée d'un tore dégagé, et retombe sur les tailloirs carrés de chapiteaux de crochets. Certains reposent encore sur de fines colonnettes en délit, mais la plupart des colonnettes manquent aujourd'hui, ainsi que toutes les bases. Le portail du bas-côté n'appelle aucune remarque particulière ; il est en anse de panier, et déporté vers la droite.
L'élévation méridionale de la nef et du bas-côté présente aujourd'hui un mur haut ajouré de fenêtres en arc brisé ménagées dans la partie supérieure des grandes arcades bouchées, et terminé par une corniche de têtes de clous ; et un mur bas caractérisé par une corniche beauvaisine. Cette forme de couronnement est répandue au XIIe siècle bien au-delà des limites du Beauvaisis, dans le nord de l'Île-de-France et dans le Vexin français. Elle est constituée de petites arcatures en plein cintre, qui retombent sur des modillons souvent sculptés de masques, et qui sont réséquées chacune en deux arcatures plus petites. Jean Vergnet-Ruiz a examiné la plupart des occurrences dans la région pour établir une datation, et constate que la saillie des arcatures diminue successivement jusqu'à ce que ce type de corniche ne tombe en désuétude au tout début du XIIIe siècle. L'auteur note à propos de Monchy-Saint-Éloi : « Le mur sud de la nef [sic] présente une corniche du type de celle de Cauffry, de proportions légèrement plus petites, et partiellement restaurée. Au niveau du chœur [sic], du même côté, elle existe également, mais plus grande et plus creuse. Elle existe encore au nord, dissimulée par une adjonction du XIIIe siècle. Quelques masques grimaçantes ici et là sont peut-être des réemplois. Les caractères architecturaux rendent difficile l'assignation de deux dates différentes pour la nef et le chœur [sic]. La corniche pourrait remonter aux environs de 1170, mais il faut penser que le monument fut l'objet d'une importante restauration en 1667 ». L'auteur surévalue sans doute l'envergure de la restauration, en s'appuyant notamment sur Louis Graves. Mais celui-ci affirme qu'elle concerne la nef et le chœur, alors que Vergnet-Ruiz emploie ces termes pour l'actuel bas-côté et pour l'ancien chœur, qui ne sont pas concernés. Par ailleurs, Eugène Müller relativise les propos de Graves, et les transformations concrètes issues des travaux en 1667 restent encore à démontrer.
L'élévation septentrionale et l'abside séduisent par leur relative homogénéité et l'harmonie des proportions. Le cimetière étant situé sur un terrain en pente, l'étage de beffroi du clocher est bien visible en prenant du recul. L'on note que la hauteur des murs gouttereaux est identique pour le chœur et la nef. La nette différence de hauteur à l'intérieur, imputable au voûtement du chœur, est donc le reflet de la volonté de vouloir aligner les murs sur une même hauteur à l'extérieur. Un léger décrochement existe entre le chœur et la nef, mais les contreforts sont tous identiques, ceux du chœur étant néanmoins un peu moins élevés. L'abside est par ailleurs dépourvue de contreforts, bien que voûtée d'ogives dès l'origine. La corniche de crochets est également du même type sur les deux parties. En haut de l'abside, elle est en hémicycle, tout comme le toit, alors que les murs sont à cinq pans. On trouve des corniches semblables à Angicourt, Bailleval, Belloy-en-France, Chambly, Montataire, Saint-Martin-aux-Bois, Trumilly, Vauciennes, Villers-Saint-Paul, Villers-sous-Saint-Leu, etc. La nef et le chœur se distinguent surtout par les fenêtres. Celles de la nef sont en arc brisé, et surmontées d'un cordon de têtes de clous, qui se poursuit latéralement sur une courte section au niveau des impostes, et celles de la nef sont en plein cintre, et surmontées d'un cordon doublement biseauté.
Le chevet roman conserve sa physionomie caractéristique, mais la couronne du mur gouttereau nord a été supprimée pour y coller le pan sud-est de l'abside gothique. De la sorte, le mur roman ne doit non seulement supporter une partie de la voûte en berceau, mais également une partie du poids du chœur gothique, et a de surcroît été fragilisé par le percement de deux arcades. Cette imprudence s'explique difficilement ; il aurait été plus évident de plaquer le nouveau chœur contre l'ancien. À gauche et à droite, le chevet de la chapelle de la Vierge est épaulé par un contrefort plat. Les trois baies du triplet sont à ébrasement extérieur, et ont comme seule décoration un bandeau biseauté, du même type qu'un demi-siècle plus tard sur le chœur gothique. Il n'y a donc pas les archivoltes toriques et les colonnettes à chapiteaux, que l'on voit à l'intérieur. La baie médiane est d'une assise plus haute que les autres, et imperceptiblement plus large. Le pignon est percé d'une étroite ouverture rectangulaire pour l'aération des combles. Ce chevet roman évoque notamment ses homologues d'Avrechy, Cauffry, et Noël-Saint-Martin (commune de Villeneuve-sur-Verberie), qui datent de la même époque.
Quant au clocher, il paraît fortement restauré, et la plupart des éléments paraissent avoir été refaits. Il se compose de sa base ; d'un étage intermédiaire ; de l'ancien étage de beffroi ; et de l'étage de beffroi gothique. Des contreforts n'existent qu'au sud des deux premiers niveaux d'élévation. Une corniche sépare ces deux niveaux. Elle est constituée d'écailles à l'est ; d'un tore à l'ouest ; et d'un cordon tressé au sud, qui apparaît également sur les clochers de Nogent-sur-Oise et Saint-Vaast-de-Longmont. Le premier étage est ajouré d'une petite lancette très aigüe, manifestement néo-gothique, qui remplace une baie en plein cintre située plus haut. Une autre corniche marque la fin du premier étage. Elle est composée d'un rang de losanges aux intervalles excavés, motif qui n'existe pas ailleurs dans la région, et d'un rang d'un motif non identifiable à faible relief, et l'ensemble est recouvert d'un larmier. Le second étage est percé de deux baies en plein cintre par face, qui sont cantonnées de deux colonnettes à chapiteaux, et surmontées d'un cordon de billettes, qui fait le tour du clocher au niveau des impostes. Au XIXe siècle, les fenêtres du second étage étaient bouchées. Elles sont maintenant vitrées. L'on sait par Louis Graves que l'agencement de l'étage et les billettes correspondent au parti d'origine, mais la modénature actuelle est fantaisiste, et les billettes romanes ne devaient pas s'accompagner d'un deuxième rang de billettes à faible relief, comme c'est actuellement le cas. Curieusement, ce deuxième étage ne se termine pas par une corniche, mais par un simple larmier. Aucun auteur ancien ne décrit l'étage de beffroi, mais le relevé publié par Eugène Woillez montre à ce niveau un étage masqué, car étant postérieur à l'époque qui l'intéresse. La corniche de têtes de clous se retrouve au sud de la nef, et renvoie à la première période gothique. Chacune des faces de l'étage de beffroi est ajouré de deux baies en tiers-point géminées, dont le trumeau est décoré d'une colonnette au chapiteau ébauché, sans tailloir,.

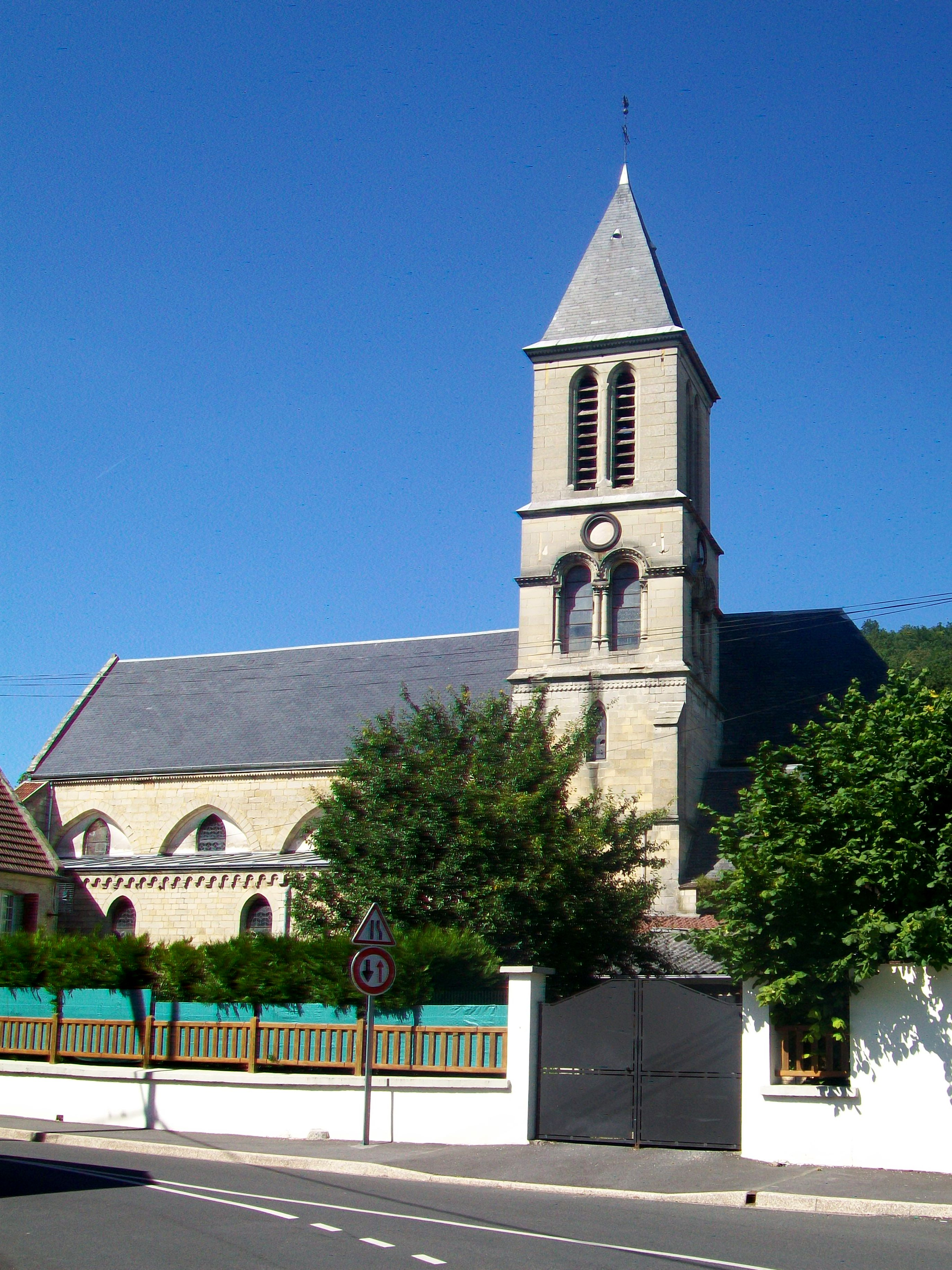
Vue depuis le sud.
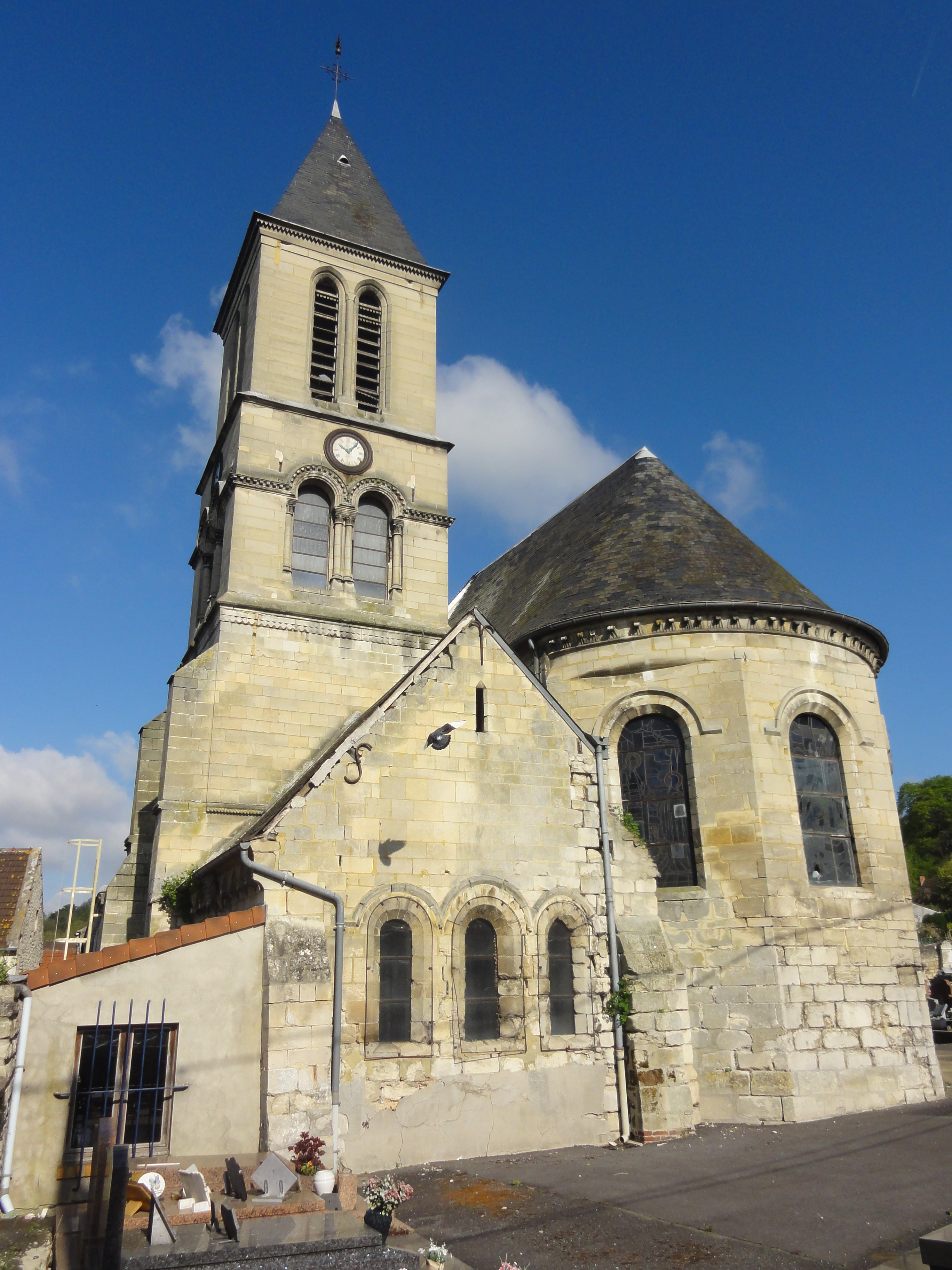
Vue depuis l'est.
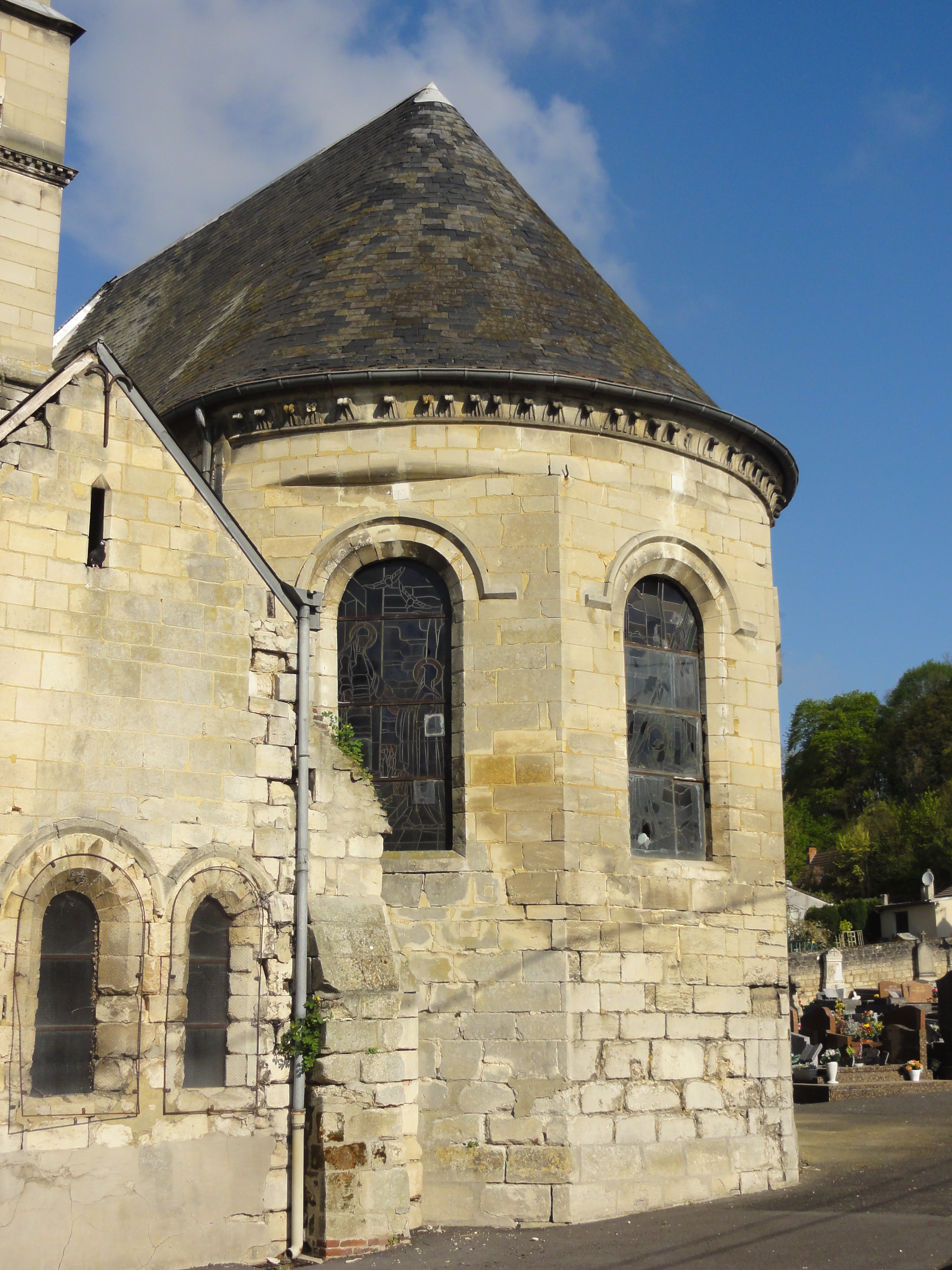
Abside gothique.
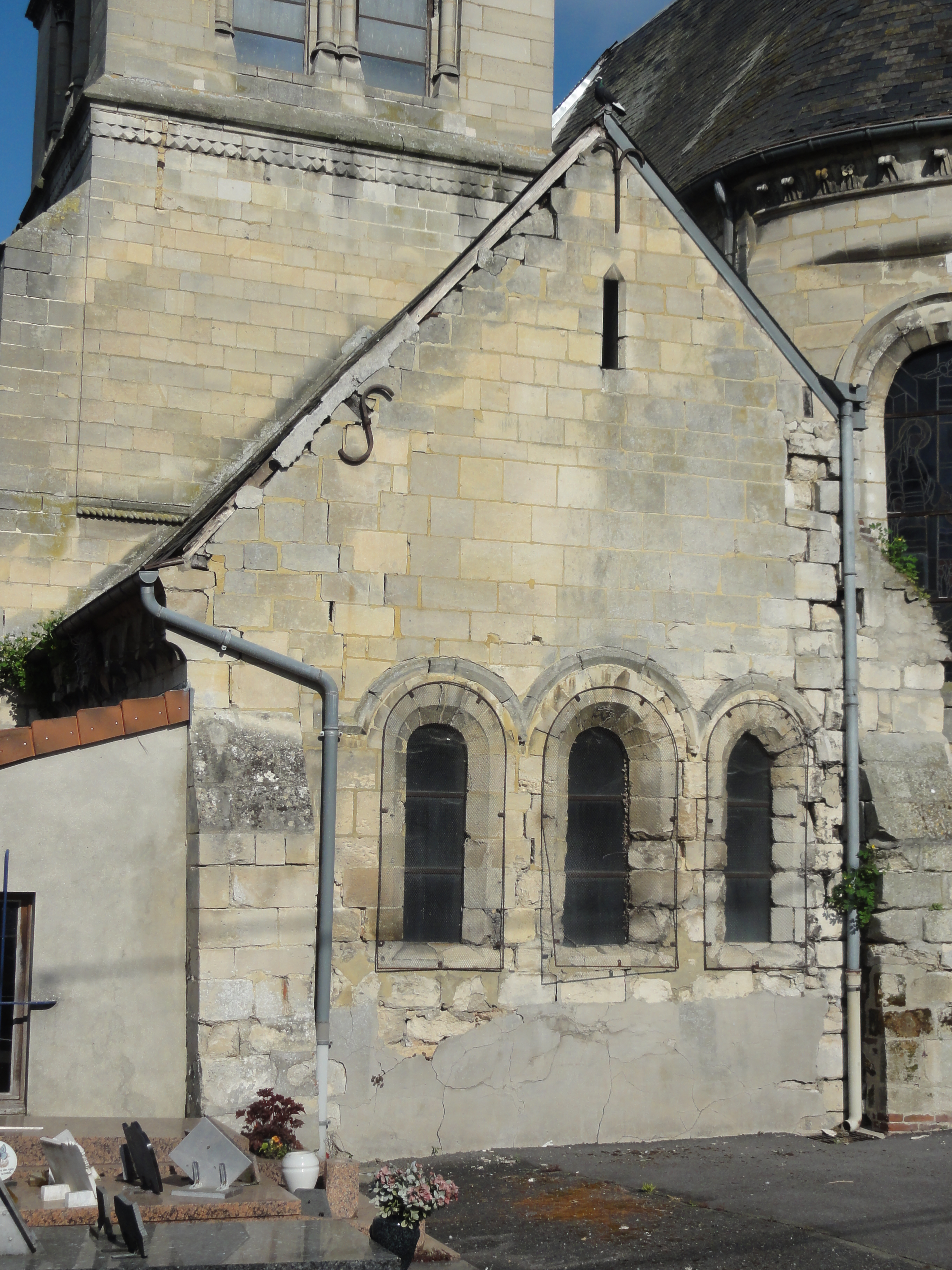
Chevet roman.
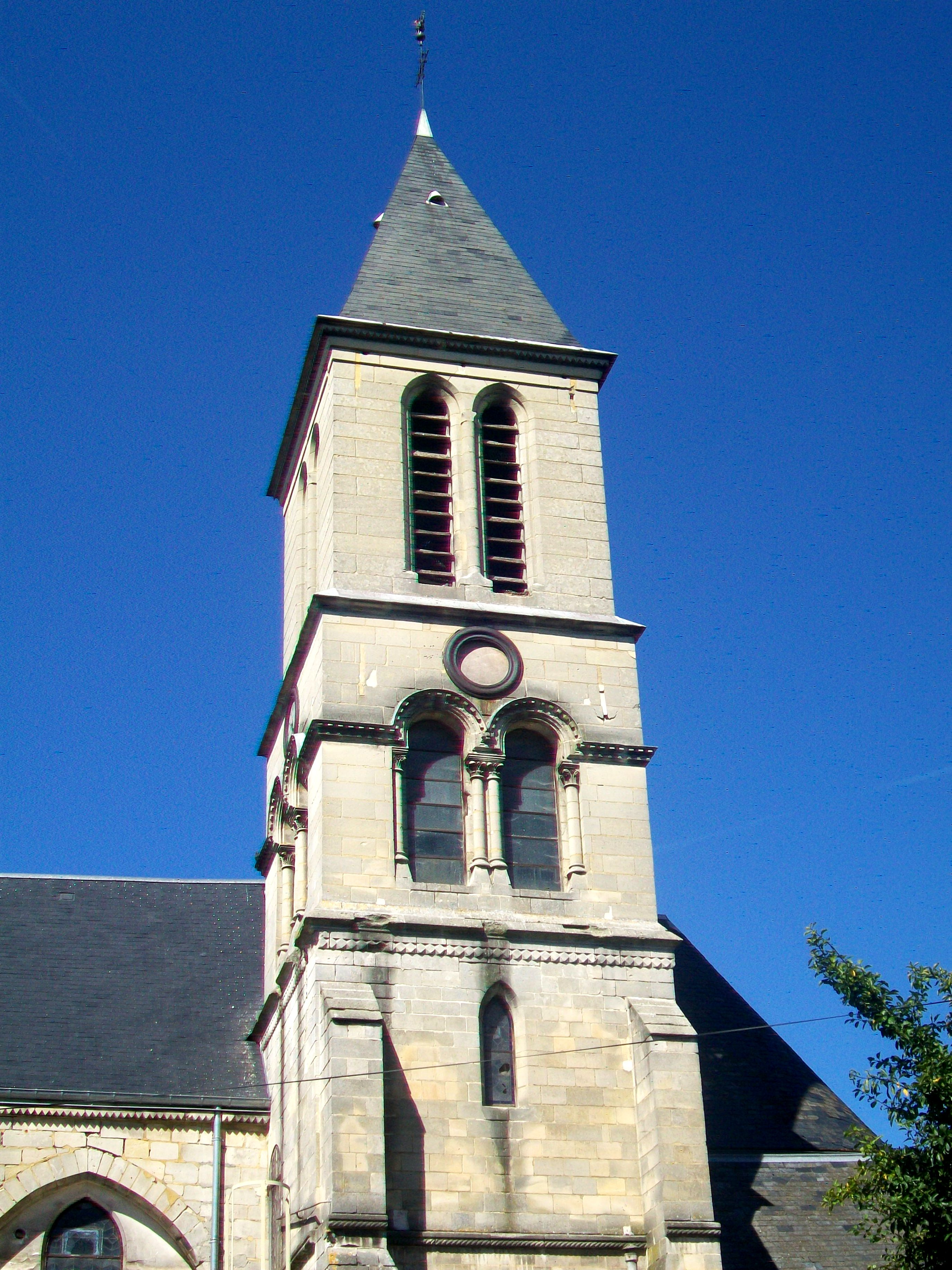
Clocher, côté sud.

## Mobilier

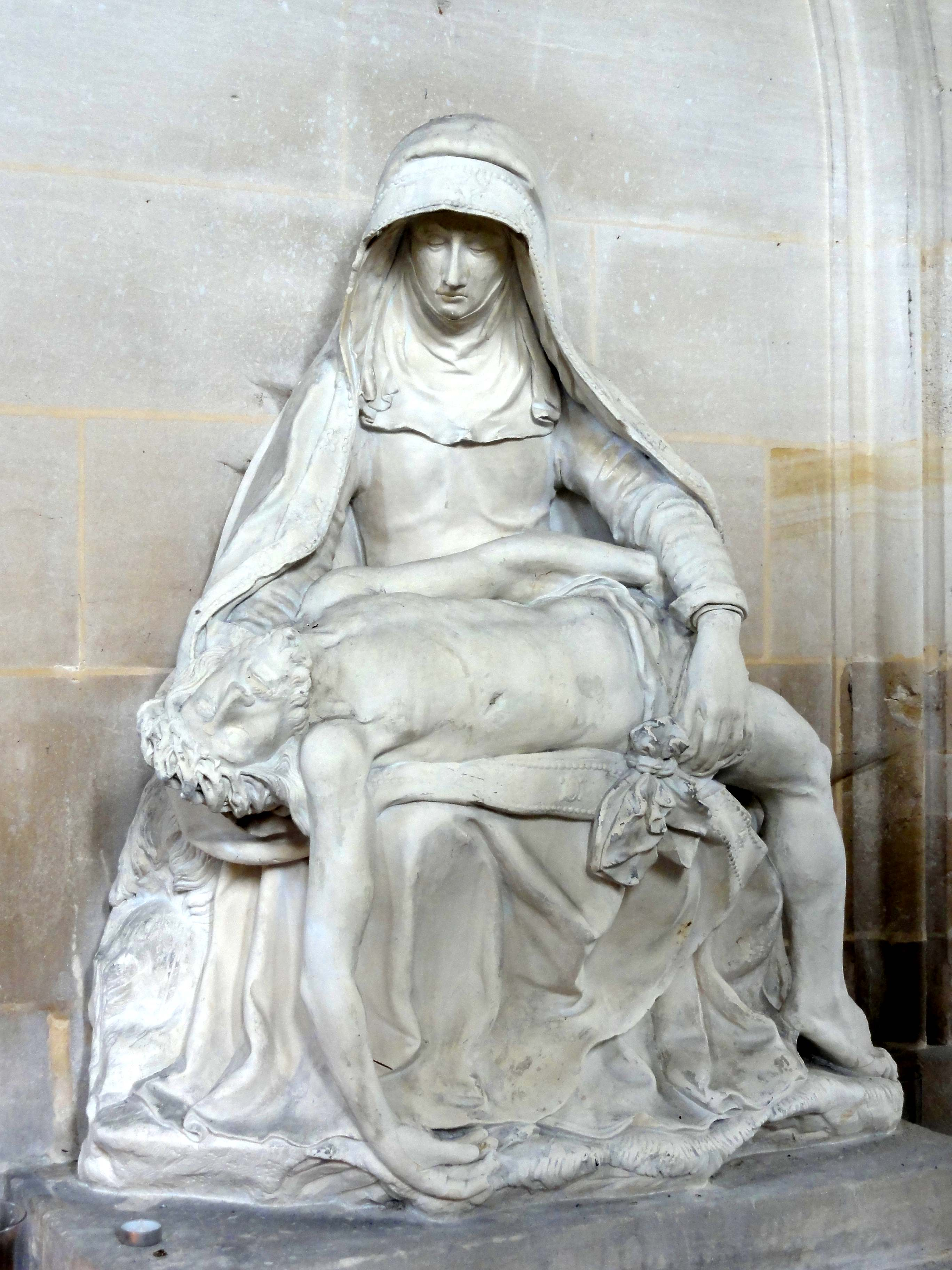
Vierge de pitié.

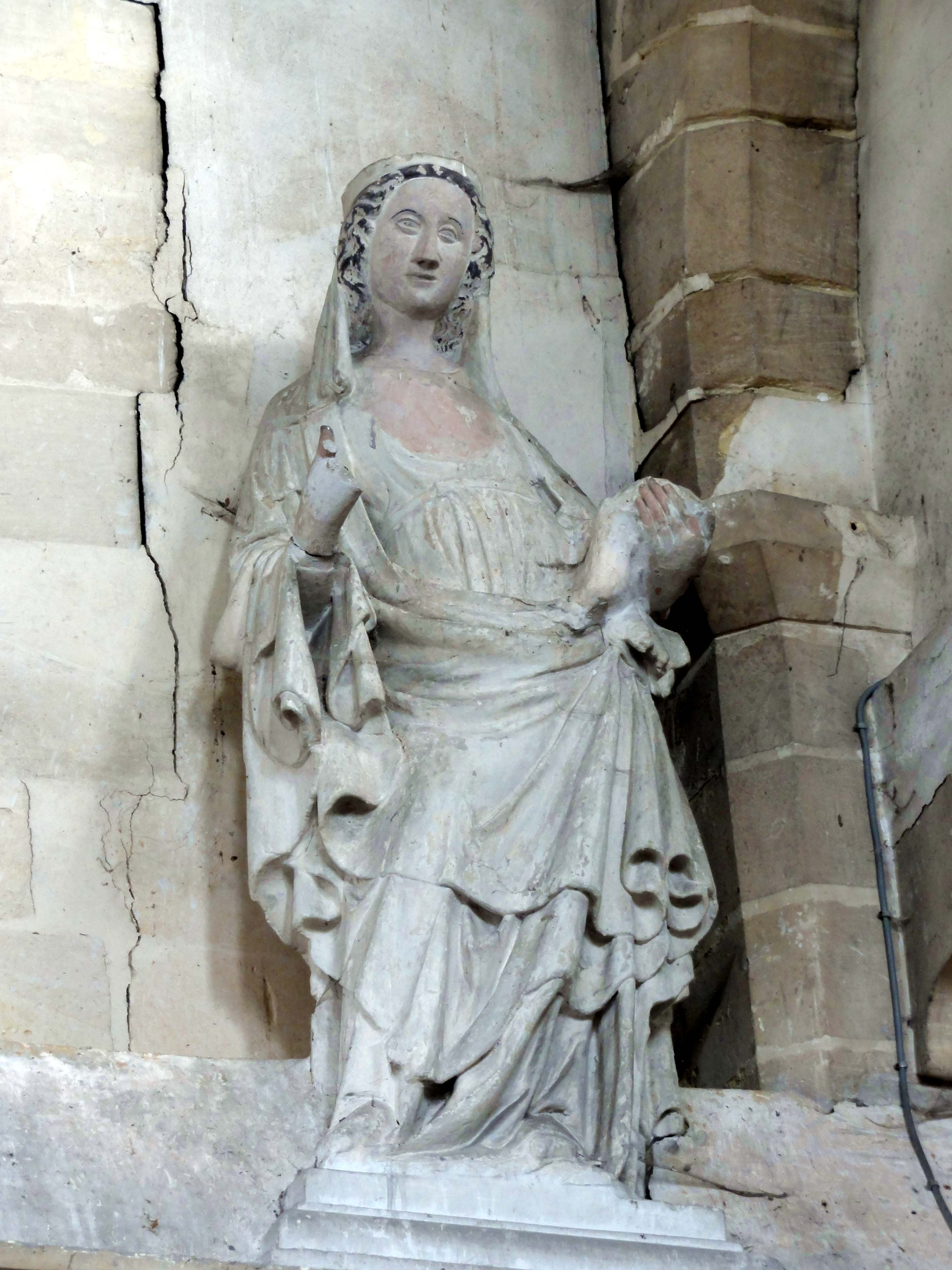
Vierge à l'Enfant.

Parmi le mobilier de l'église, trois éléments sont classés monument historique au titre objet par arrêté du 5 novembre 1912. À défaut du classement de l'église au titre immeuble, le dernier chapiteau authentiquement roman encore en place est également classé au titre objet par le même arrêté (voir ci-dessus).
- Le groupe sculpté représentant une Pietà ou Vierge de pitié, en pierre calcaire, mesure 124 cm de hauteur pour 99 cm de largeur, et date de la première moitié du XVIe siècle. La Vierge est assise sur un rocher. Elle porte le corps de son Fils allongé sur ses genoux, et le regarde. Le nez du Christ et le pouce de sa main droite ont été recollés, et le nez et la bouche de la Vierge ont été refaits. Ensuite, l'ensemble a été malencontreusement badigeonné de blanc[15]. On trouve cette statue sur l'autel latéral à droite de l'arc triomphal.
- La statue de la Vierge à l'Enfant, en pierre calcaire, mesure 160 cm de hauteur, et date de la seconde moitié du XIVe siècle. Son revers est seulement ébauché. La partie supérieure du corps de l'Enfant Jésus ainsi que les doigts de la main droite de la Vierge manquent. De la polychromie ancienne, ne restent plus que quelques traces[16]. La statue trône au-dessus du retable de l'autel latéral à droite de l'arc triomphal.
- La statue de l'Ecce homo ou Christ souffrant, en pierre calcaire polychrome, mesure 190 cm de hauteur, et date du XVe siècle. Son revers est plat. Les mains et l'élément végétal tenu par Jésus ont été refaits. La polychromie n'est plus que résiduelle. Les traces d'érosion et de pollution témoignent d'un long séjour à l'extérieur. L'œuvre ne fait à l'origine pas partie du mobilier de l'église, et n'est offerte à la paroisse qu'au début du XXe siècle, par la famille Dailly. Le socle porte l'inscription « Cette statue a été donnée à l'église de Monchy-Saint-Éloi en souvenir de M. et Mme Alfred Dailly 1896-1953 ». Mais comme le montrent la date de classement et le fait que la statue soit propriété municipale, le don doit être antérieur à la loi de séparation des Églises et de l'État de 1905[17]. Cette statue a sa place dans le chœur.
- La statue de saint Éloi, à la fin du bas-côté de la nef, est en bois, mais a été badigeonnée de blanc afin de suggérer une sculpture en pierre. Elle mesure environ 150 cm de hauteur, et pourrait remonter au XVIe siècle. Saint Éloi est coiffé de la mitre, dont les détails sont rehaussés par des dorures. C'est également le cas de la broche qui maintient son manteau ramené en tablier, et des franges de son étole. Dans sa main gauche, le saint patron de l'église tient une crosse épiscopale, en bois nature, et dans sa main gauche, un marteau, également épargné par le badigeonnage, et apparemment rapporté. Ce marteau est l'un des attributs de saint Éloi, l'autre étant l'enclume, ici remplacée par un bloc de pierre ornée d'arcatures plaquées.
- Les fonts baptismaux signalés par Eugène Woillez, ressemblant à ceux de Mogneville et s'apparentant à un très gros chapiteau sculpté de volutes d'angle perlées simples, ont été mutilés et retaillés jusqu'à perdre tout caractère et ressembler à un bloc difforme. Cette perte est aussi inexplicable que regrettable, car dans tout le Beauvaisis, seulement neuf fonts baptismaux en pierre de l'époque romane ont pu être repérés par le Dr Woillez[7].
- Le retable du chevet, de style baroque, se compose d'un corps central et de deux ailes latérales, moins élevées et disposées obliquement pour tenir compte du plan de l'abside. Le corps central est orné d'un bas-relief représentant, d'une façon naïve et maladroite, l'Annonciation. Ce panneau est cantonné de deux colonnettes corinthiennes, qui supportent un entablement décoré de rinceaux, ainsi que d'un fronton brisé composé de deux ailerons. Des anges sculptés en ronde-bosse flanquent les deux rampants. En son milieu, le fronton arbore une couronne d'épines entourant le Sacré-Cœur. Une guirlande est suspendue en dessous, et un petit Christ en croix domine l'ensemble. Les ailes latérales sont cantonnées non de colonnettes, mais de pilastres corinthiens, accompagnés de chutes de fleurs et, extérieurement, d'une grande volute. Une faible niche en plein cintre est ménagée dans chaque aile latérale. Grâce à des consoles sculptées d'une tête de chérubin entre deux ailes, les niches accueillent des statues de saint Éloi (à gauche) et de saint Nicolas (à droite). Ces statues sont de proportions trapues, et de la même facture que le bas-relief central. Les entablements des ailes latérales affichent deux palmes nouées ensemble, et sont surmontées d'un fronton en arc de cercle couronné de trois pots-à-feu.

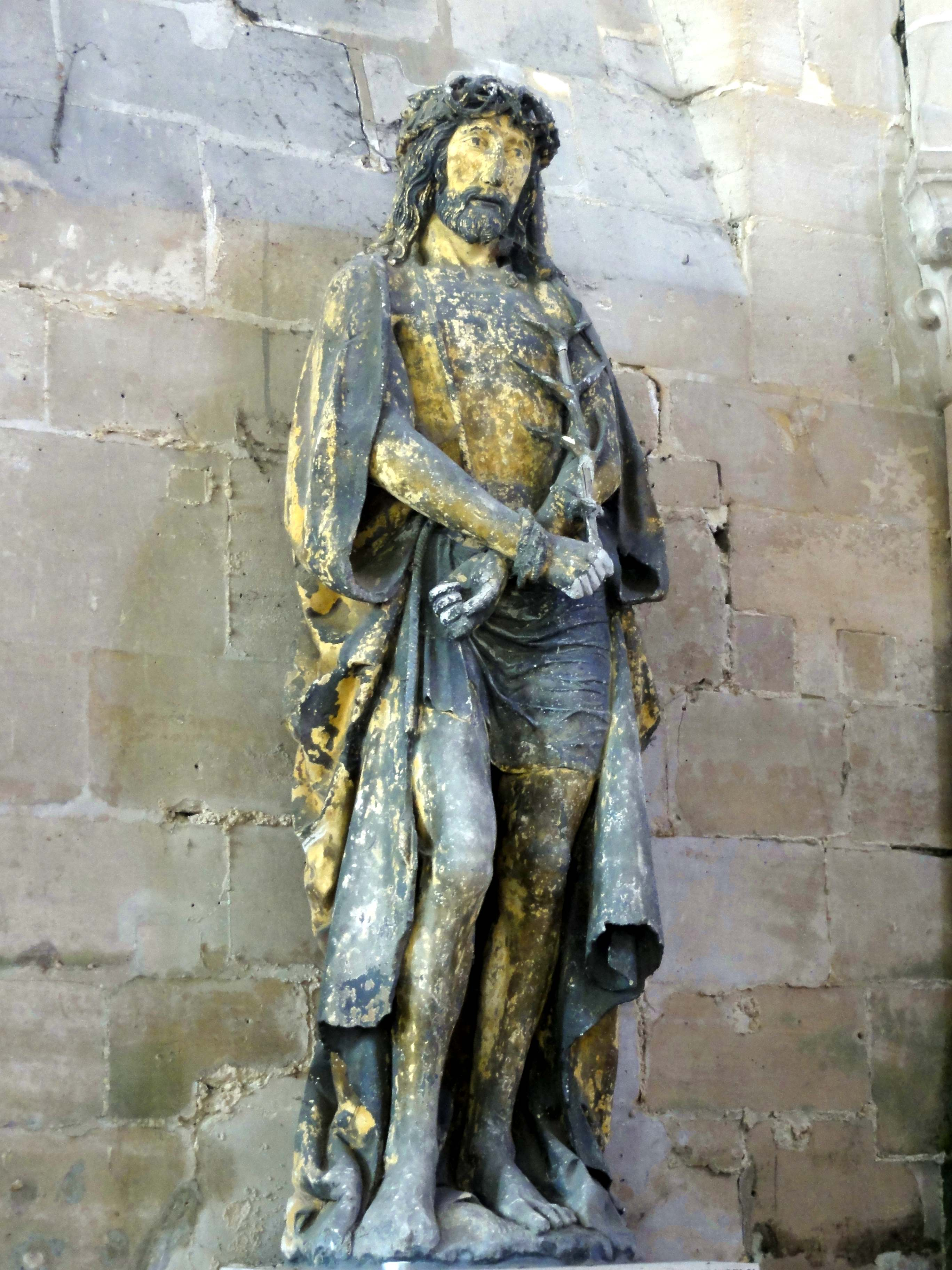
Ecce homo.
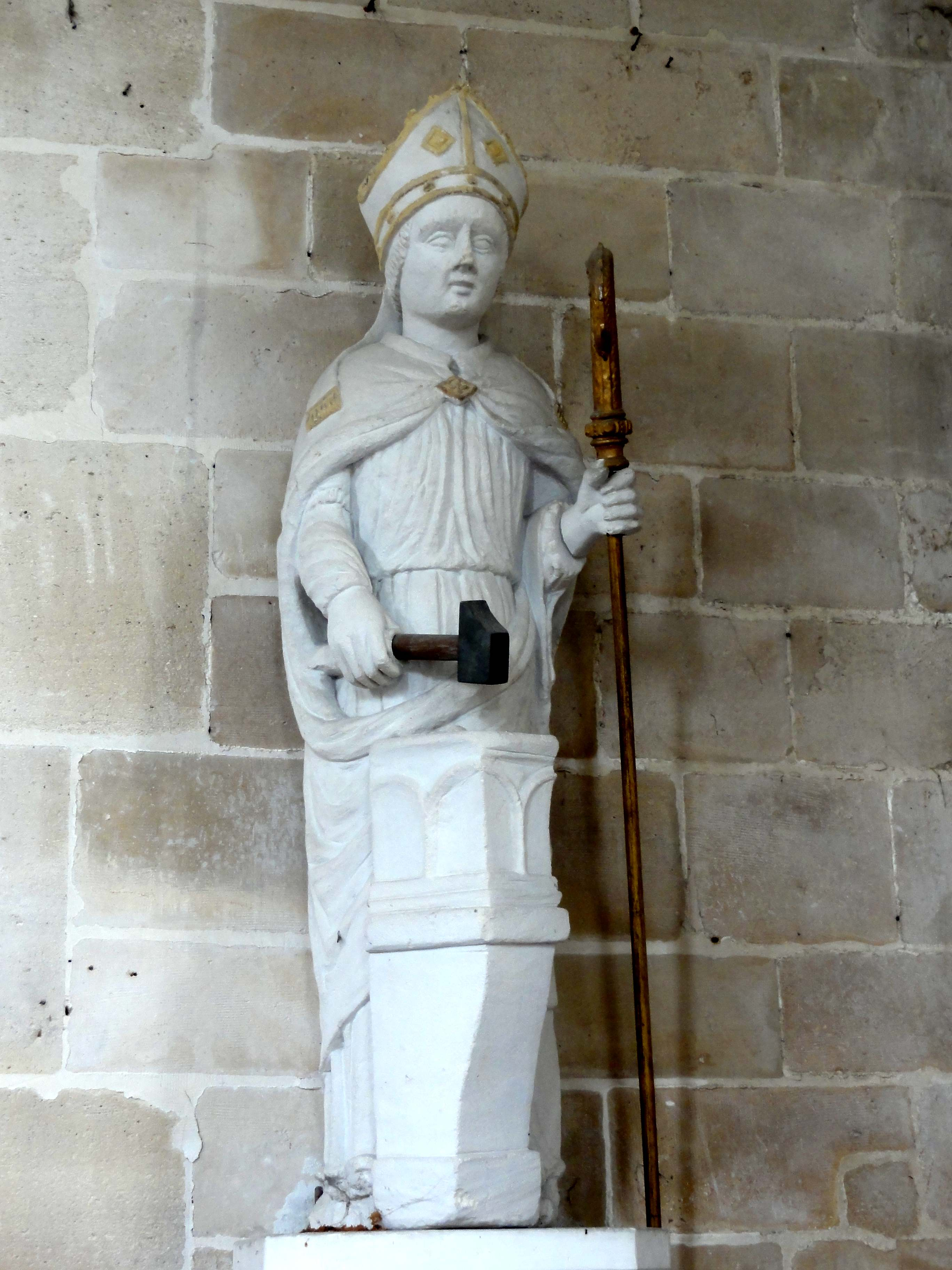
Saint Éloi.
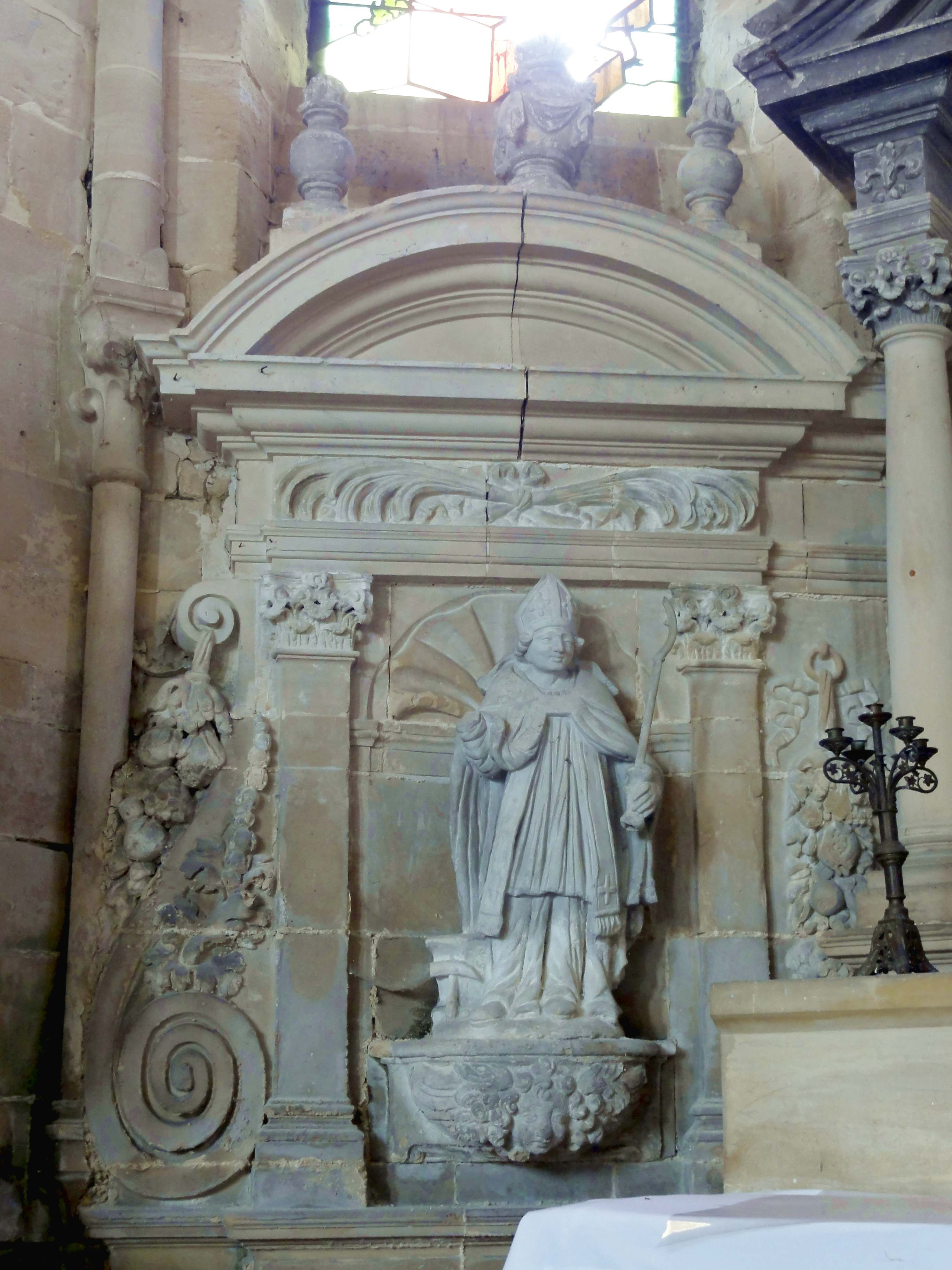
Retable, aile de gauche.
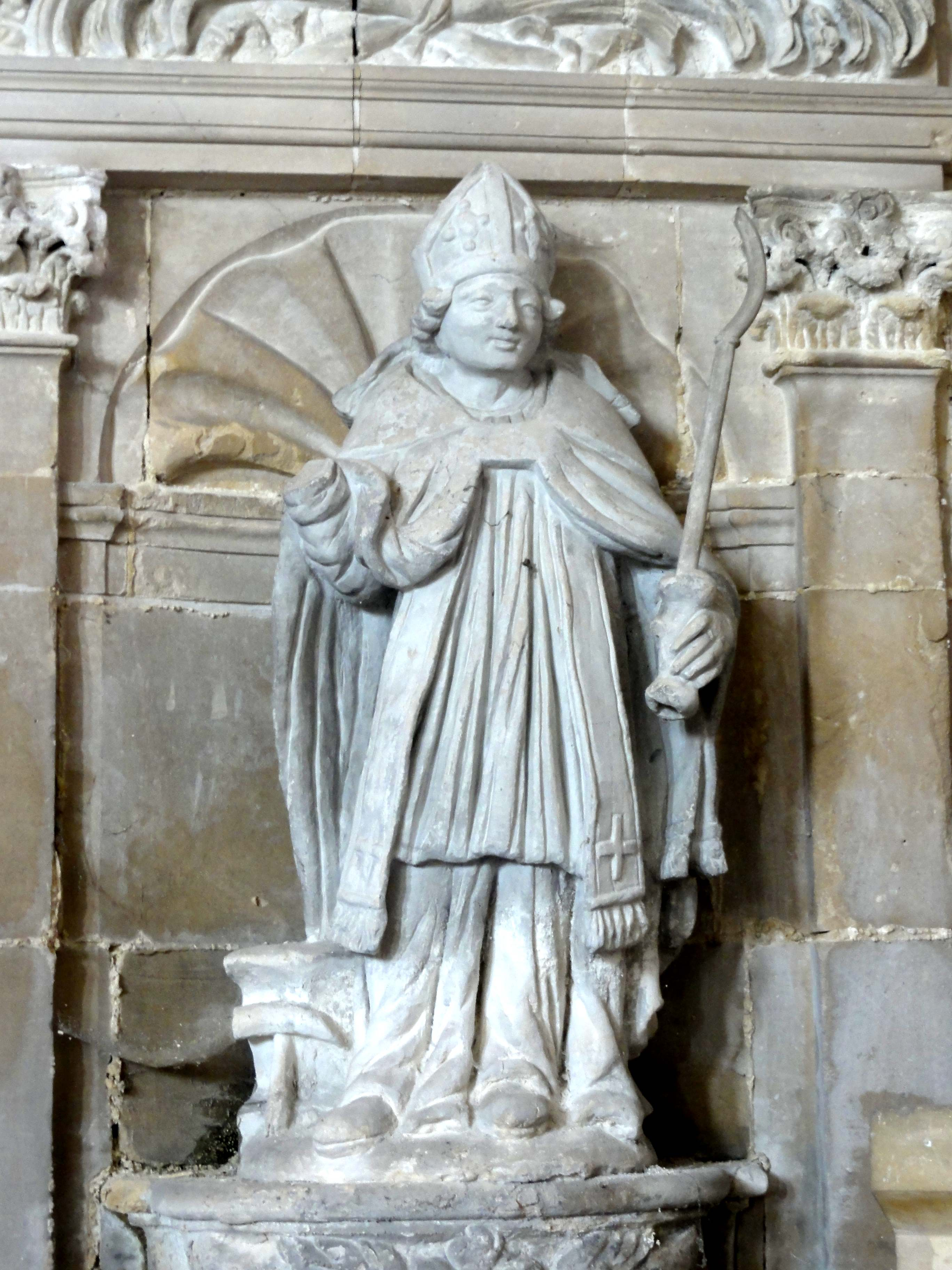
Id., statue de saint Éloi.
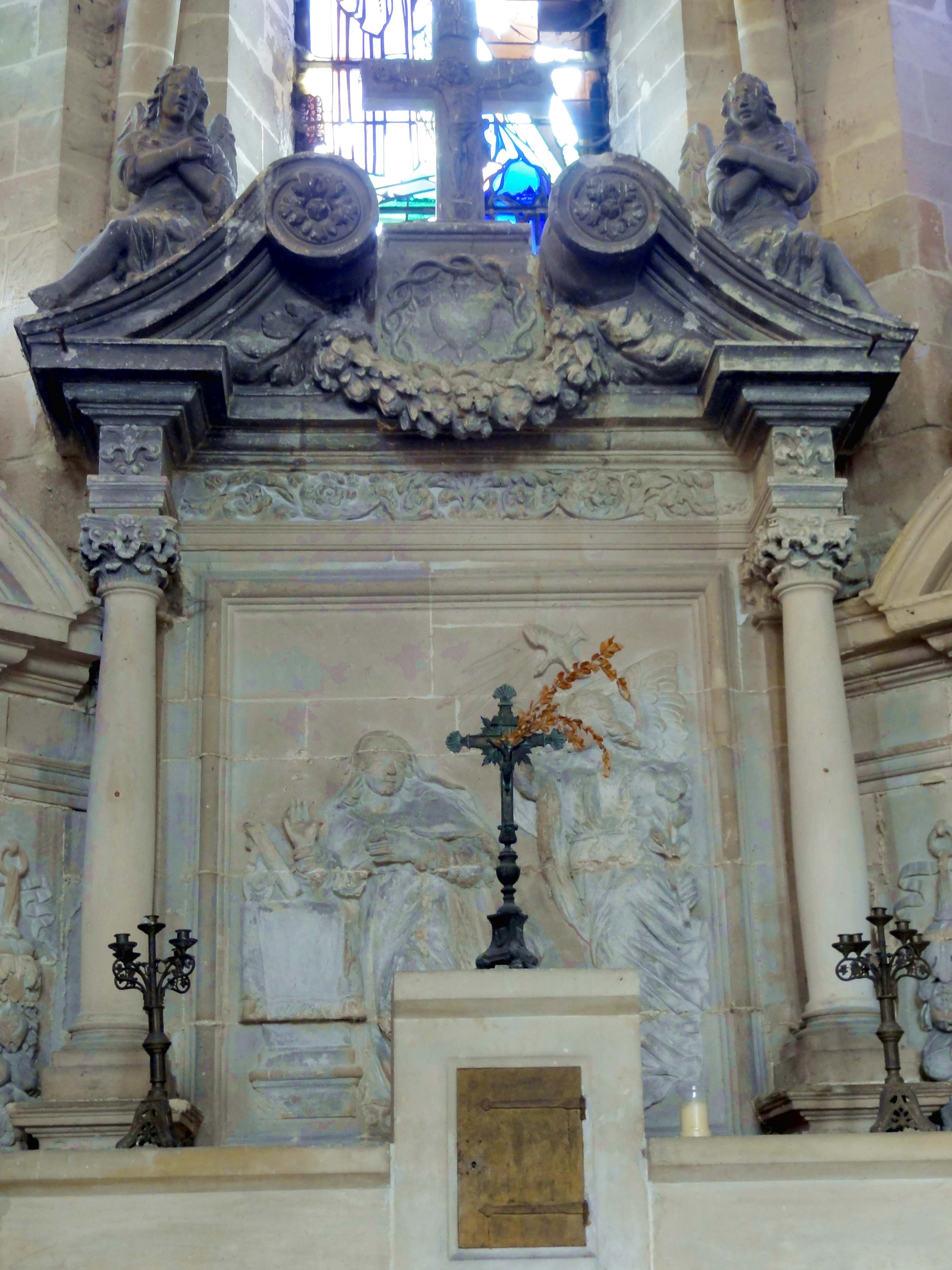
Retable, corps central.
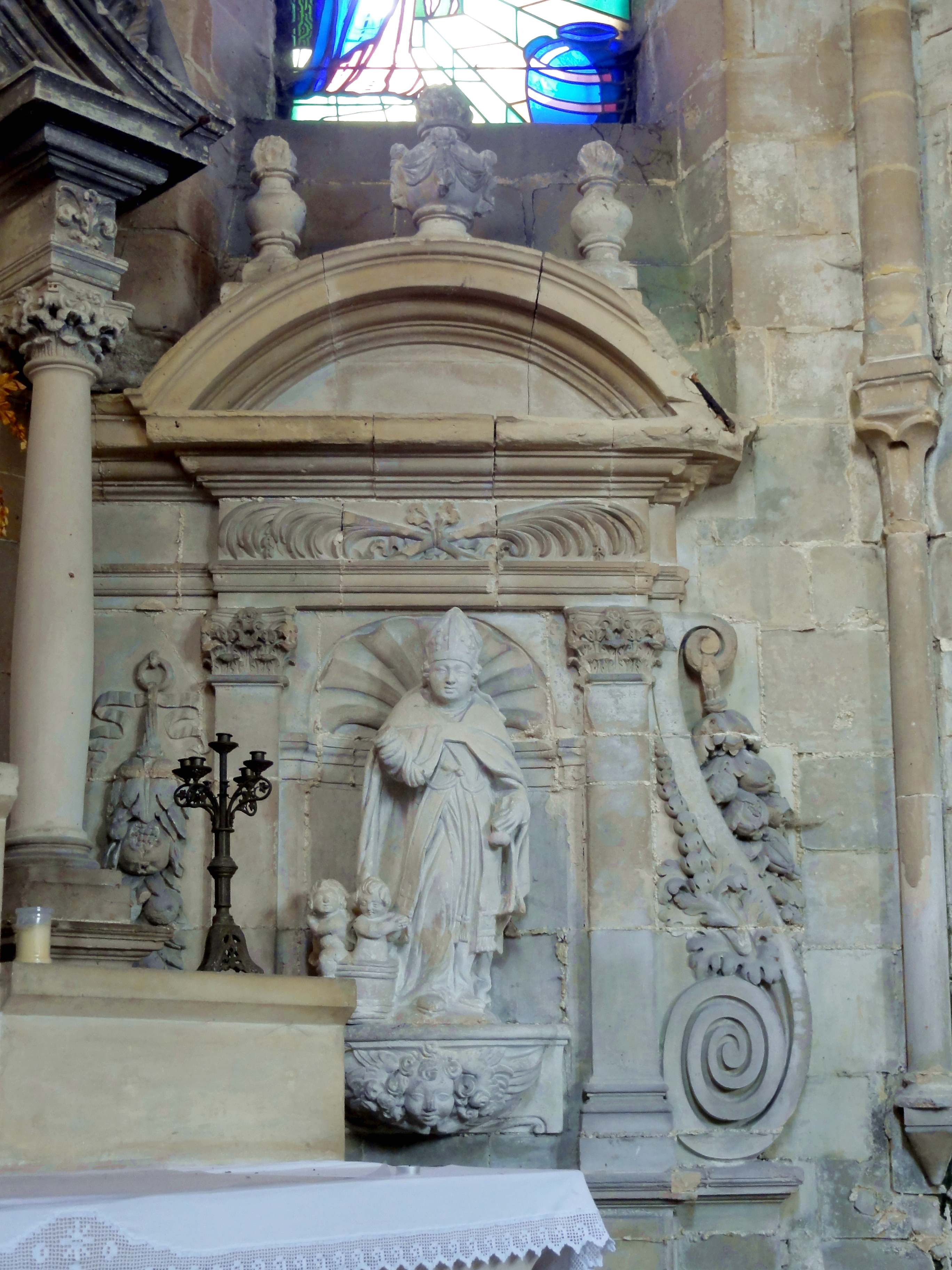
Retable, aile de droite.